# Specie di Acacia
Elenco delle Specie di Acacia 

## A
- Acacia abbatiana Pedley
- Acacia abbreviata Maslin
- Acacia abrupta Maiden & Blakely
- Acacia acanthaster Maslin
- Acacia acanthoclada F.Muell.

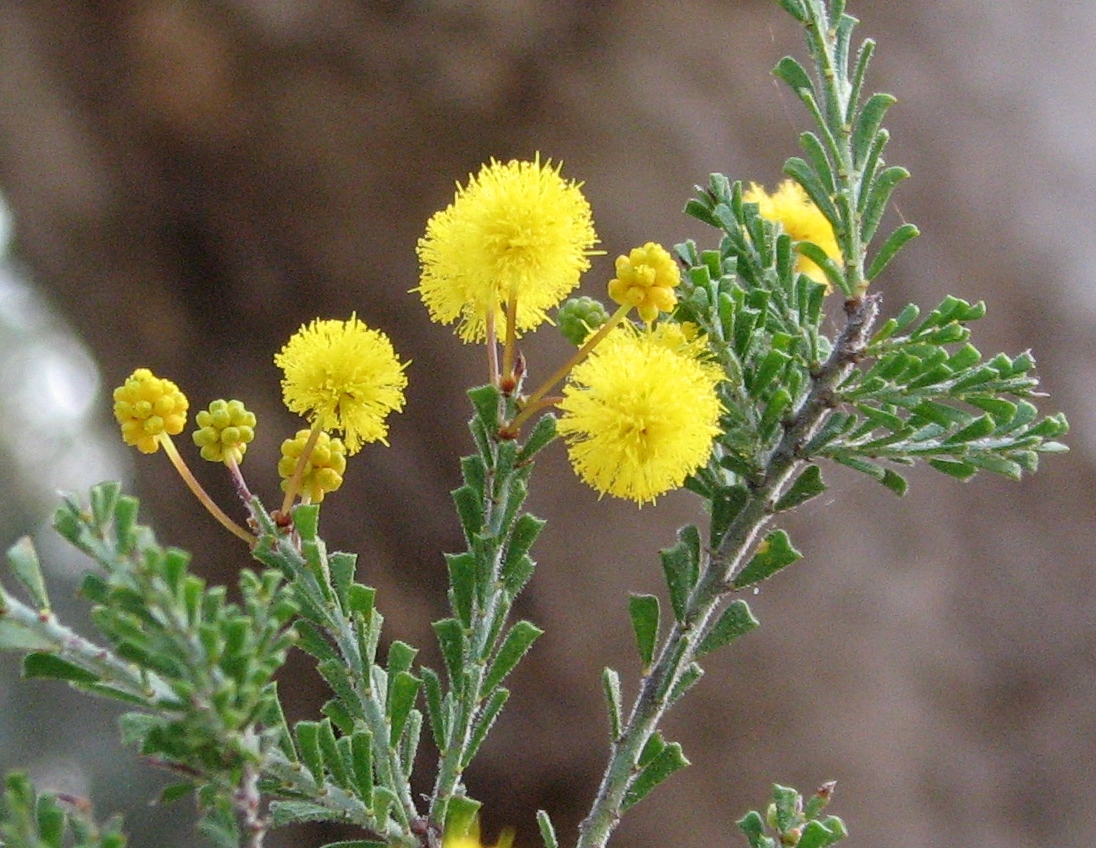
Acacia acanthoclada

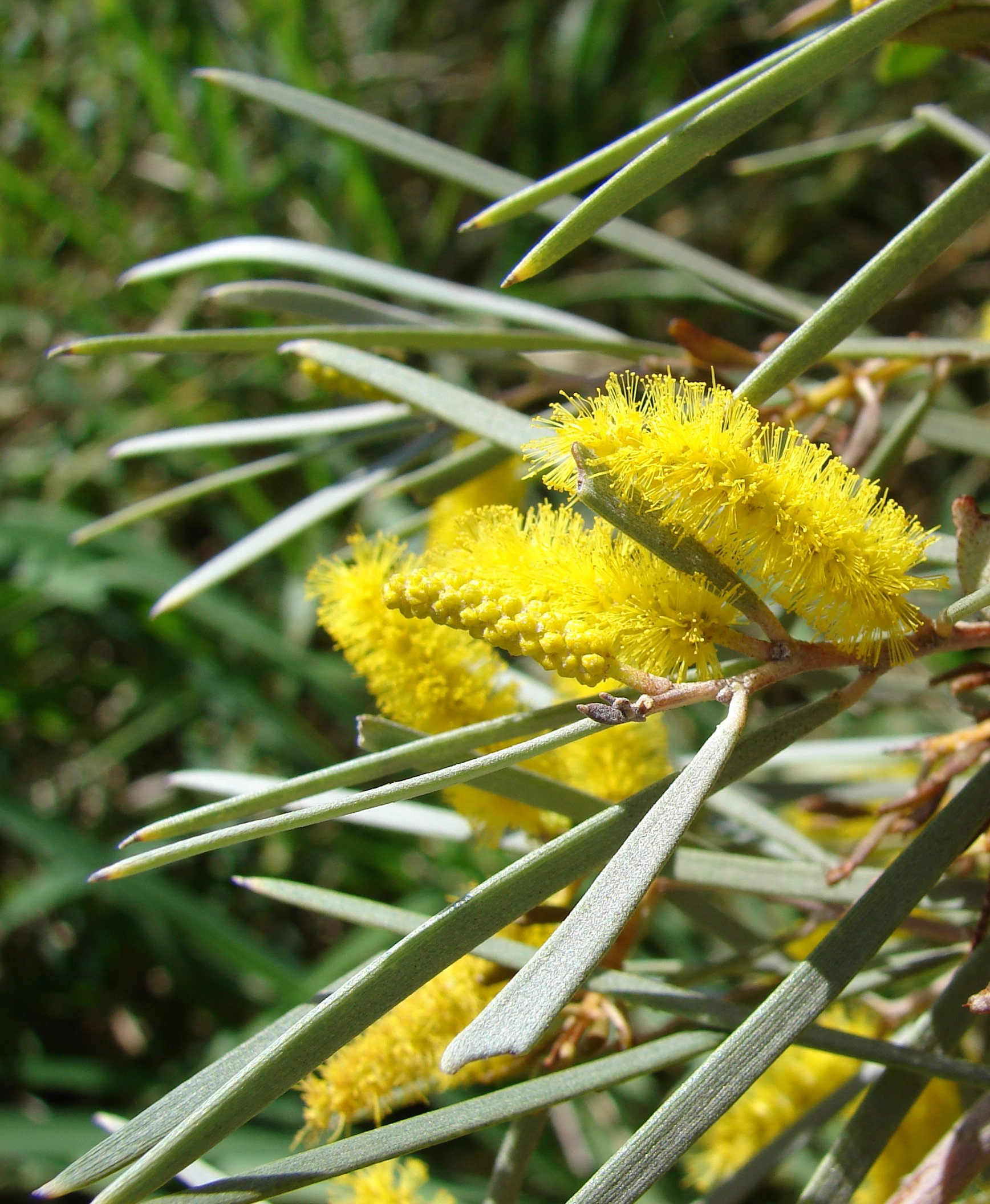
Acacia aneura

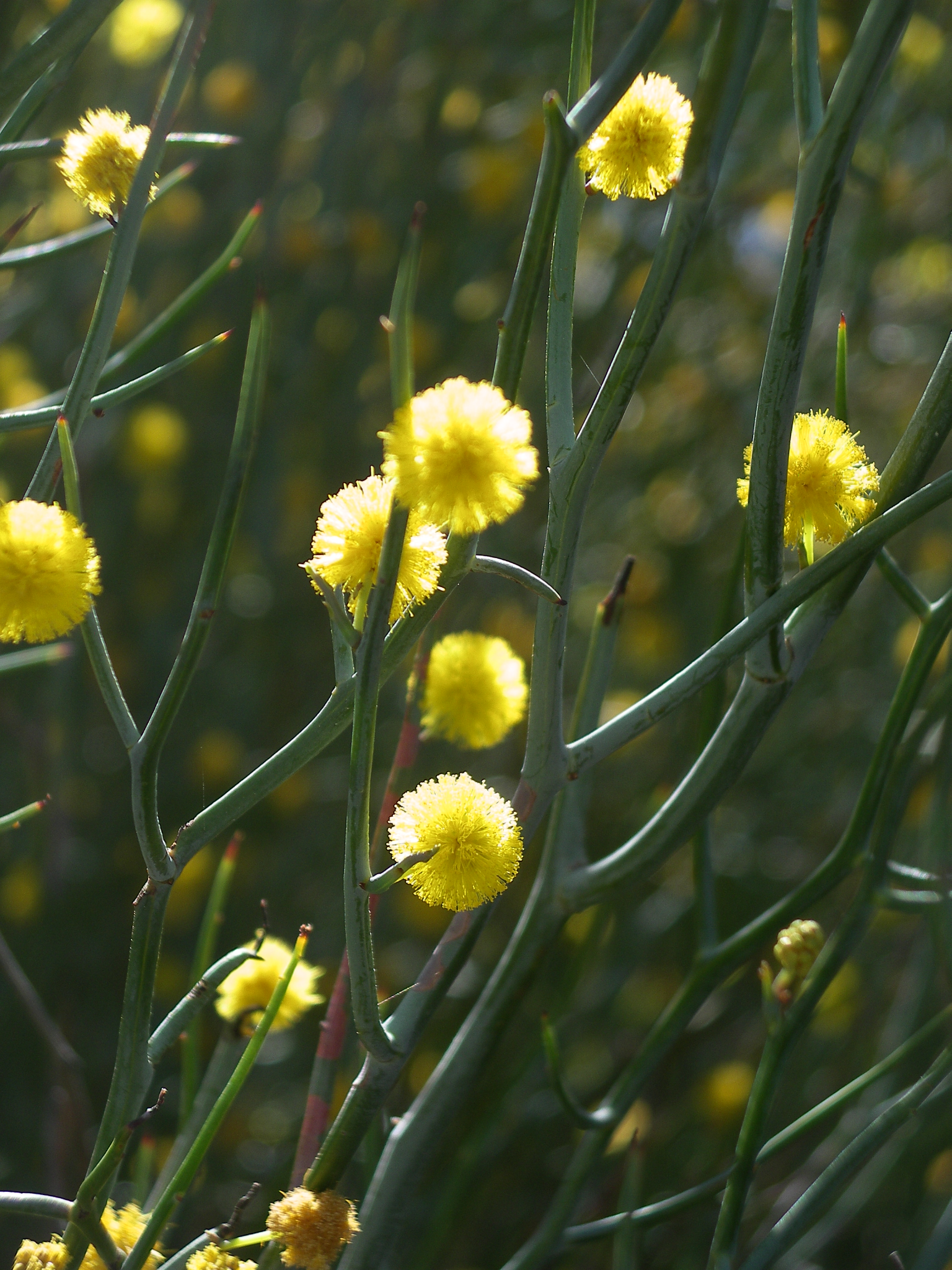
Acacia aphylla

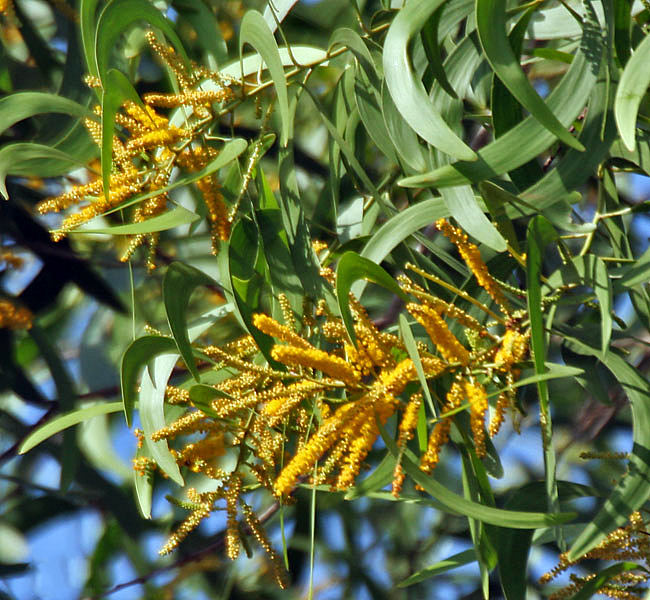
Acacia auriculiformis

- Acacia acellerata Maiden & Blakely
- Acacia acinacea Lindl.
- Acacia aciphylla Benth.
- Acacia acoma Maslin
- Acacia acradenia F.Muell.
- Acacia acrionastes Pedley
- Acacia acuaria W.Fitzg.
- Acacia aculeatissima J.F.Macbr.
- Acacia aculeiformis Maslin
- Acacia acuminata Benth.
- Acacia acutata W.Fitzg.
- Acacia adenogonia  (Pedley) R.S.Cowan & Maslin
- Acacia adinophylla Maslin
- Acacia adjutrices Maslin
- Acacia adnata F.Muell.
- Acacia adoxa Pedley
- Acacia adsurgens Maiden & Blakely
- Acacia adunca A.Cunn. ex G.Don
- Acacia aemula Maslin
- Acacia aestivalis E.Pritz.
- Acacia alata R.Br.
- Acacia alaticaulis Kodela & Tindale
- Acacia alcockii Maslin & Whibley
- Acacia alexandri Maslin
- Acacia alleniana Maiden
- Acacia alpina F.Muell.
- Acacia amanda G.J.Leach
- Acacia amblygona A.Cunn. ex Benth.
- Acacia amblyophylla F.Muell.
- Acacia amentifera F.Muell.
- Acacia ammitia Pedley
- Acacia ammobia Maconochie
- Acacia ammophila Pedley
- Acacia amoena H.L.Wendl.
- Acacia ampliata R.S.Cowan & Maslin
- Acacia ampliceps Maslin
- Acacia amputata Maslin
- Acacia amyctica R.S.Cowan & Maslin
- Acacia anadenia Pedley
- Acacia anarthros Maslin
- Acacia anasilla A.S.George
- Acacia anastema Maslin
- Acacia anastomosa Maslin, M.D.Barrett & R.L.Barrett
- Acacia anaticeps Tindale
- Acacia anceps DC.
- Acacia ancistrocarpa Maiden & Blakely
- Acacia ancistrophylla C.R.P.Andrews
- Acacia andrewsii W.Fitzg.
- Acacia aneura F.Muell. ex Benth.
- Acacia anfractuosa Maslin
- Acacia angusta Maiden & Blakely
- Acacia anomala C.A.Gardner ex Court
- Acacia anserina Maslin, M.D.Barrett & R.L.Barrett
- Acacia anthochaera Maslin
- Acacia aphanoclada Maslin
- Acacia aphylla Maslin
- Acacia applanata Maslin
- Acacia aprepta Pedley
- Acacia aprica Maslin & A.R.Chapm.
- Acacia aptaneura Maslin & J.E.Reid
- Acacia arafurica Tindale & Kodela
- Acacia araneosa Whibley
- Acacia arbiana Pedley
- Acacia arcuatilis  R.S.Cowan & Maslin
- Acacia areolata M.W.McDonald
- Acacia argentina Pedley
- Acacia argutifolia Maslin
- Acacia argyraea Tindale
- Acacia argyrodendron Domin
- Acacia argyrophylla Hook.
- Acacia argyrotricha Pedley
- Acacia arida Benth.
- Acacia aristulata Maslin
- Acacia armillata (Pedley) Pedley
- Acacia armitii F.Muell. ex Maiden
- Acacia arrecta Maslin
- Acacia ascendens Maslin
- Acacia asepala Maslin
- Acacia ashbyae Maslin
- Acacia asparagoides A.Cunn.
- Acacia aspera J.Forbes
- Acacia asperulacea F.Muell.
- Acacia assimilis S.Moore
- Acacia ataxiphylla Benth.
- Acacia atkinsiana Maslin
- Acacia atopa Pedley
- Acacia atrox Kodela
- Acacia attenuata Maiden
- Acacia aulacocarpa A.Cunn. ex Benth.
- Acacia aulacophylla R.S.Cowan & Maslin
- Acacia auratiflora R.S.Cowan & Maslin
- Acacia aureocrinita B.J.Conn & Tame
- Acacia auricoma Maslin
- Acacia auriculiformis A.Cunn. ex Benth.
- Acacia auripila R.S.Cowan & Maslin
- Acacia auronitens Lindl.
- Acacia ausfeldii Regel
- Acacia awestoniana R.S.Cowan & Maslin
- Acacia axillaris Benth.
- Acacia ayersiana Maconochie

## B

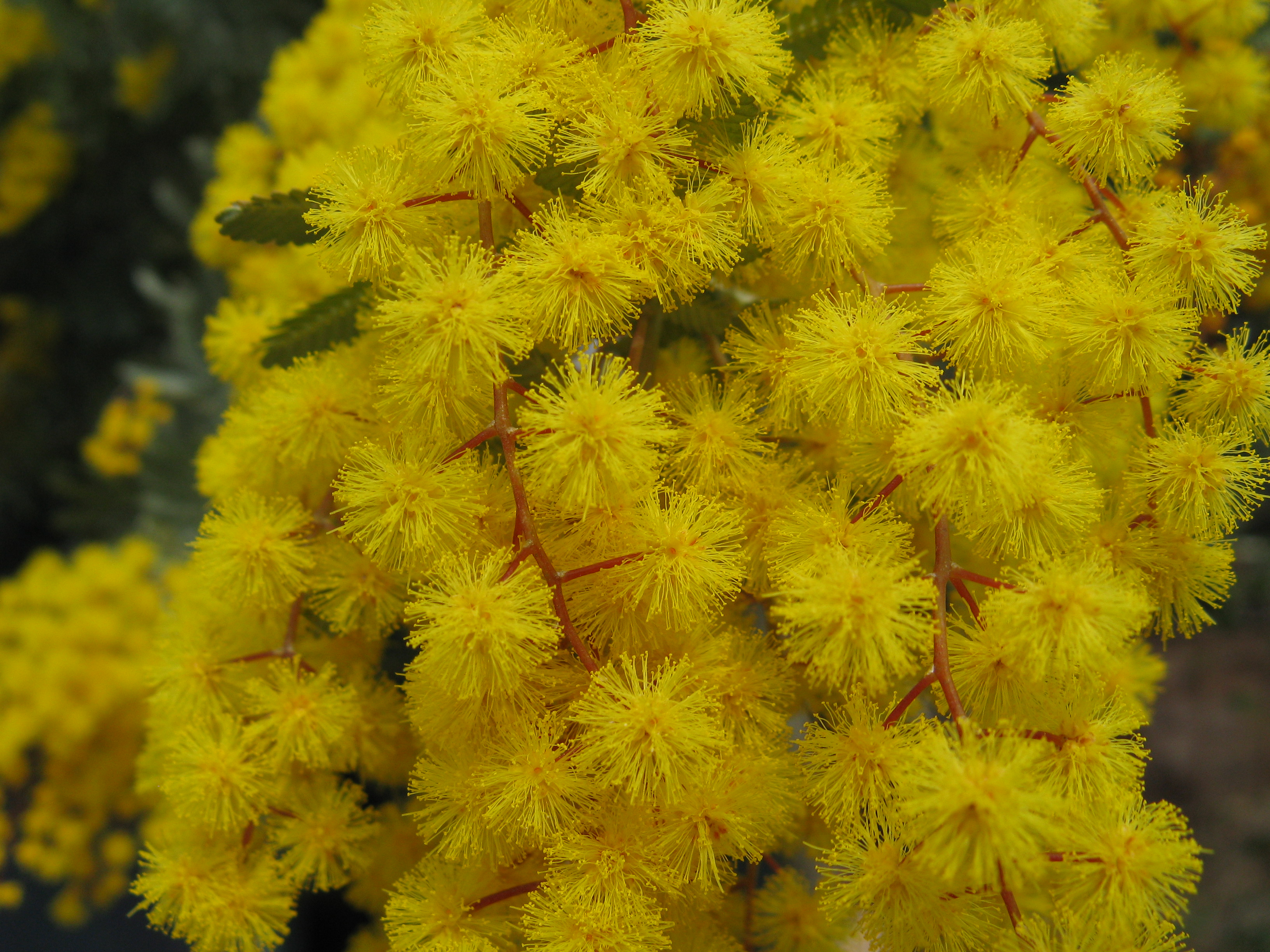
Acacia baileyana

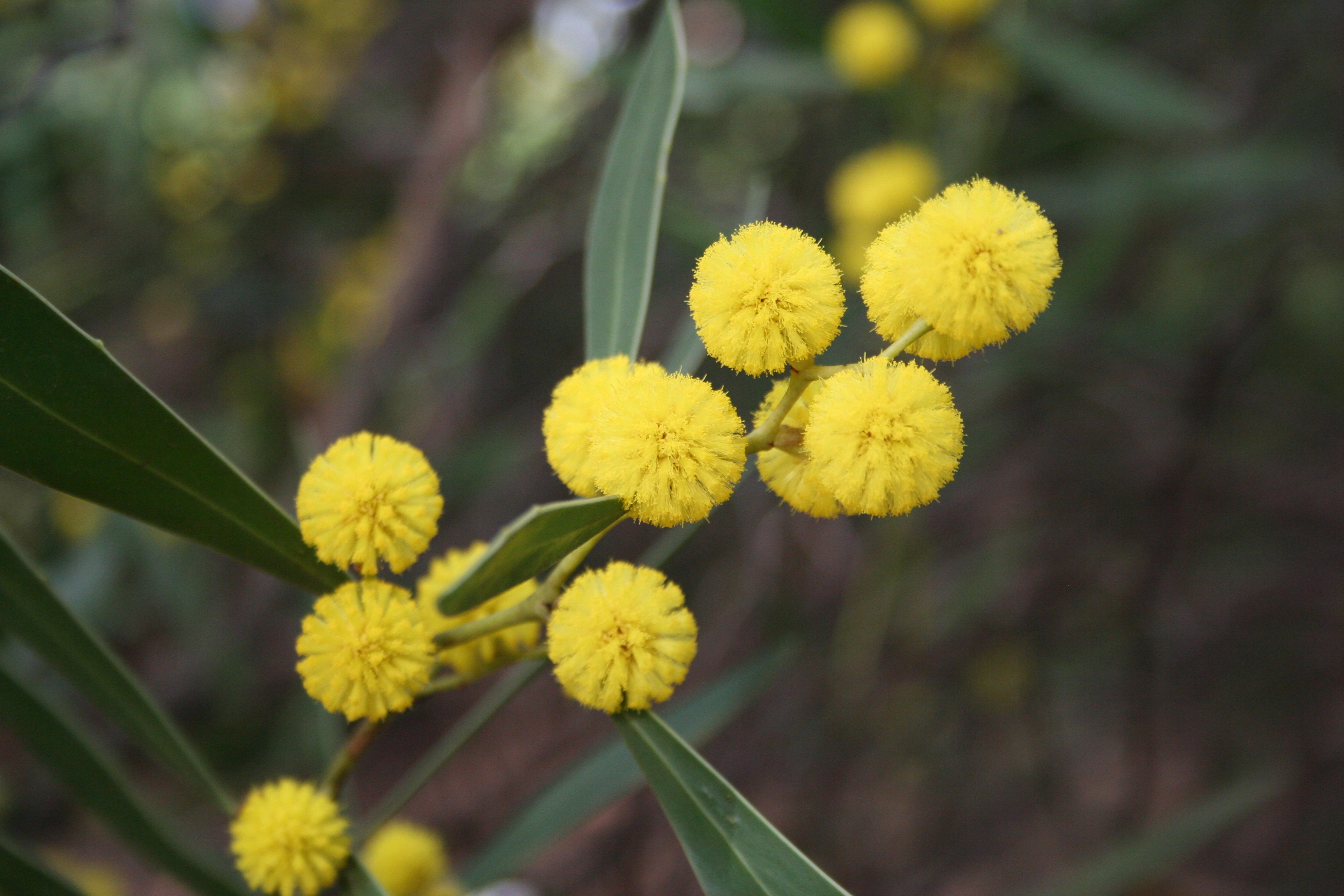
Acacia beckleri

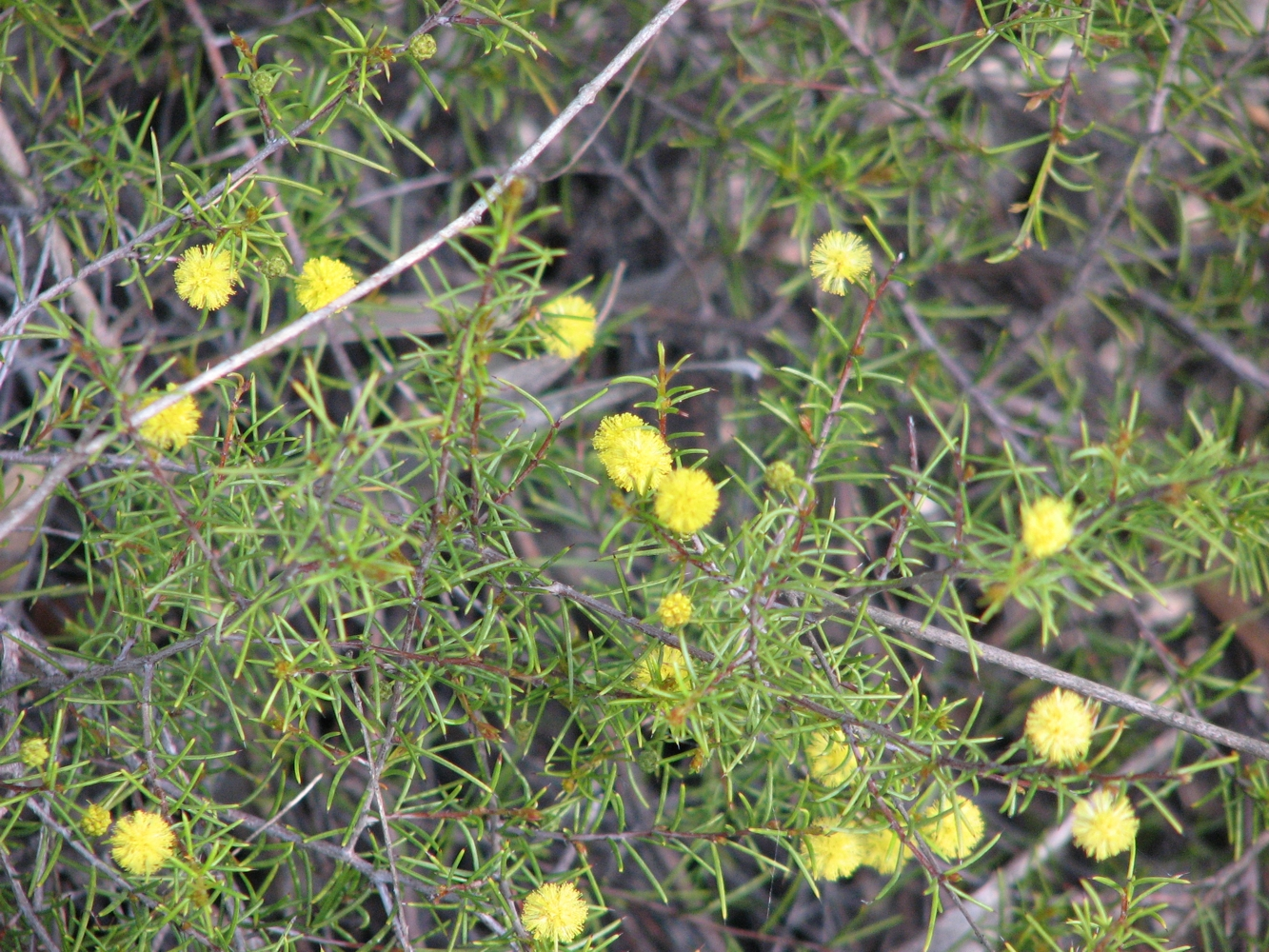
Acacia brownii

- Acacia baeuerlenii Maiden & R.T.Baker
- Acacia baileyana F.Muell.
- Acacia bakeri Maiden
- Acacia balsamea R.S.Cowan & Maslin
- Acacia bancroftiorum Maiden
- Acacia barakulensis Pedley
- Acacia barattensis J.M.Black
- Acacia barbinervis Benth.
- Acacia barrettiorum Lewington & Maslin
- Acacia barringtonensis Tindale
- Acacia × barteriana Jacq.
- Acacia bartlei Maslin & J.E.Reid
- Acacia basedowii Maiden
- Acacia baueri Benth.
- Acacia baxteri Benth.
- Acacia beadleana R.H.Jones & J.J.Bruhl
- Acacia beauverdiana Ewart & Sharman
- Acacia beckleri Tindale
- Acacia benthamii Meisn.
- Acacia besleyi Maslin
- Acacia betchei Maiden & Blakely
- Acacia bidentata Benth.
- Acacia bifaria Maslin
- Acacia biflora R.Br.
- Acacia binata Maslin
- Acacia binervata DC.
- Acacia binervia (J.C.Wendl.) J.F.Macbr.
- Acacia bivenosa DC.
- Acacia blakei Pedley
- Acacia blakelyi Maiden
- Acacia blaxellii Maslin
- Acacia blayana Tindale & Court
- Acacia boormanii Maiden
- Acacia botrydion Maslin
- Acacia brachybotrya Benth.
- Acacia brachyclada W.Fitzg
- Acacia brachyphylla Benth. ex Schltdl.
- Acacia brachypoda Maslin
- Acacia brachystachya Benth.
- Acacia bracteolata Maslin
- Acacia brassii Pedley
- Acacia brockii Tindale & Kodela
- Acacia bromilowiana Maslin
- Acacia browniana H.L.Wendl.
- Acacia brownii (Poir.) Steud.
- Acacia brumalis Maslin
- Acacia brunioides A.Cunn. ex G.Don
- Acacia bulgaensis Tindale & S.J.Davies
- Acacia burbidgeae Pedley
- Acacia burdekensis Pedley
- Acacia burkittii F.Muell. ex Benth.
- Acacia burrana Pedley
- Acacia burrowii Maiden
- Acacia burrowsiana Maslin
- Acacia buxifolia A.Cunn.
- Acacia bynoeana Benth.

## C

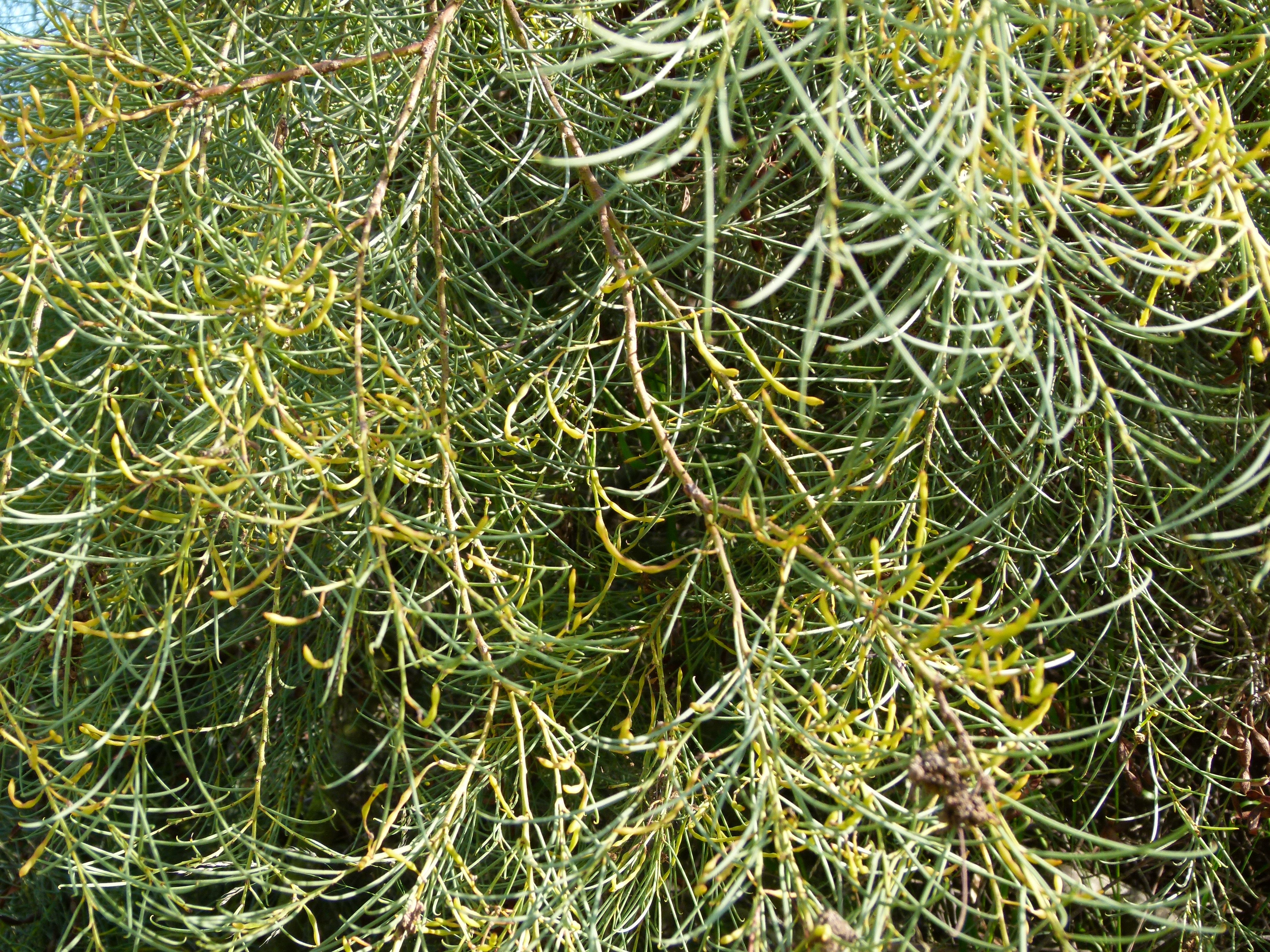
Acacia calamifolia

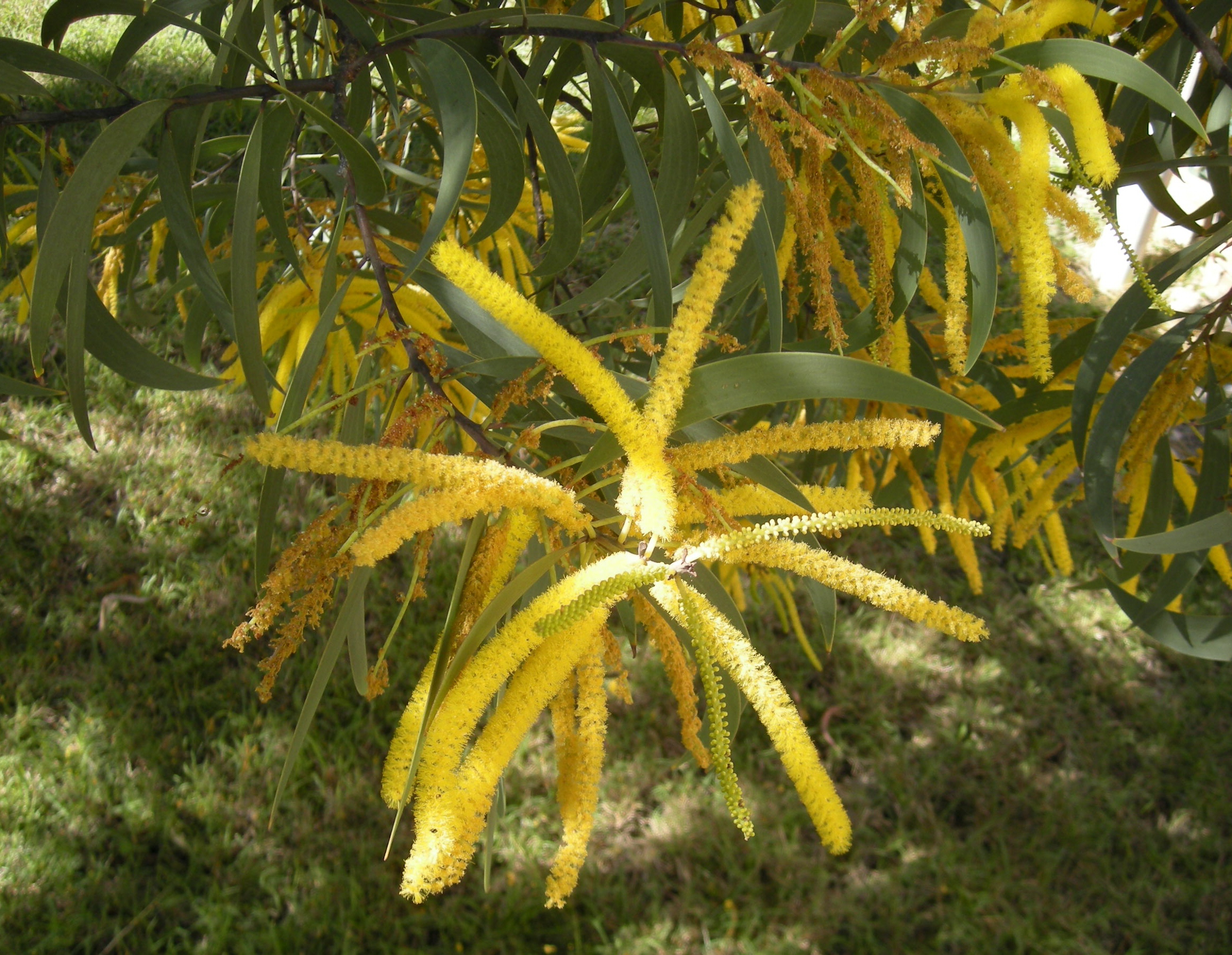
Acacia crassa

- Acacia caerulescens Maslin & Court
- Acacia caesaneura Maslin & J.E.Reid
- Acacia caesariata R.S.Cowan & Maslin
- Acacia caesiella Maiden & Blakely
- Acacia calamifolia Sweet ex Lindl.
- Acacia calantha Pedley
- Acacia calcarata Maiden & Blakely
- Acacia calcicola Forde & Ising
- Acacia calligera (Pedley) Pedley
- Acacia calyculata A.Cunn. ex Benth.
- Acacia cambagei R.T.Baker
- Acacia camptocarpa Maslin, M.D.Barrett & R.L.Barrett
- Acacia camptoclada C.R.P.Andrews
- Acacia campylophylla Benth.
- Acacia cana Maiden
- Acacia cangaiensis Tindale & Kodela
- Acacia capillaris A.S.George
- Acacia cardiophylla A.Cunn. ex Benth.
- Acacia carens Maslin
- Acacia carneorum Maiden
- Acacia carnosula Maslin
- Acacia caroleae Pedley
- Acacia cassicula R.S.Cowan & Maslin
- Acacia castanostegia Maslin
- Acacia castorum Pedley
- Acacia cataractae Tindale & Kodela
- Acacia catenulata C.T.White
- Acacia cavealis R.S.Cowan & Maslin
- Acacia cedroides Benth.
- Acacia celastrifolia Benth.
- Acacia celsa Tindale
- Acacia centrinervia Maiden & Blakely
- Acacia cerastes Maslin
- Acacia chalkeri Maiden
- Acacia chamaeleon Maslin
- Acacia chapmanii R.S.Cowan & Maslin
- Acacia chartacea Maslin
- Acacia cheelii Blakely
- Acacia chinchillensis Tindale
- Acacia chippendalei Pedley
- Acacia chisholmii F.M.Bailey
- Acacia chrysella Maiden & Blakely
- Acacia chrysocephala Maslin
- Acacia chrysochaeta Maslin
- Acacia chrysopoda Maiden & Blakely
- Acacia chrysotricha Tindale
- Acacia cincinnata F.Muell.
- Acacia cineramis H.K.Orel
- Acacia citrinoviridis Tindale & Maslin
- Acacia citriodora Kodela & Maslin
- Acacia clandullensis B.J.Conn & Tame
- Acacia claviseta Maslin, M.D.Barrett & R.L.Barrett
- Acacia clelandii Pedley
- Acacia clunies-rossiae Maiden
- Acacia clydonophora Maslin
- Acacia coatesii Maslin
- Acacia cochlearis (Labill.) H.L.Wendl.
- Acacia cochlocarpa Meisn.
- Acacia cockertoniana Maslin
- Acacia cognata Domin
- Acacia colei Maslin & L.A.J.Thomson
- Acacia collegialis Maslin
- Acacia colletioides A.Cunn. ex Benth.
- Acacia comans W.Fitzg.
- Acacia complanata A.Cunn. ex Benth.
- Acacia concolorans Maslin
- Acacia concurrens Pedley
- Acacia conferta A.Cunn. ex Benth.
- Acacia confluens Maiden & Blakely
- Acacia confusa Merr.
- Acacia congesta Benth.
- Acacia conjunctifolia F.Muell.
- Acacia conniana Maslin
- Acacia consanguinea R.S.Cowan & Maslin
- Acacia consobrina R.S.Cowan & Maslin
- Acacia conspersa F.Muell.
- Acacia constablei Tindale
- Acacia continua Benth.
- Acacia convallium Pedley
- Acacia coolgardiensis Maiden
- Acacia coriacea DC.
- Acacia corusca J.P.Bull, S.J.Dillon & Brearley
- Acacia costata Benth.
- Acacia costiniana Tindale
- Acacia courtii Tindale & Hersc.
- Acacia covenyi Tindale
- Acacia cowaniana Maslin
- Acacia cowleana Tate
- Acacia cracentis R.S.Cowan & Maslin
- Acacia craspedocarpa F.Muell.
- Acacia crassa Pedley
- Acacia crassicarpa A.Cunn. ex Benth.
- Acacia crassistipula Benth.
- Acacia crassiuscula H.L.Wendl.
- Acacia crassuloides Maslin
- Acacia cremiflora B.J.Conn & Tame
- Acacia crenulata R.S.Cowan & Maslin
- Acacia cretacea Maslin & Whibley
- Acacia cretata Pedley
- Acacia crispula Benth.
- Acacia crombiei C.T.White
- Acacia cultriformis A.Cunn. ex G.Don
- Acacia cummingiana Maslin
- Acacia cuneifolia Maslin
- Acacia cupularis Domin
- Acacia curranii Maiden
- Acacia curryana Maslin
- Acacia curvata Maslin
- Acacia cuspidifolia Maslin
- Acacia cuthbertsonii Luehm.
- Acacia cyclocarpa Maslin, M.D.Barrett & R.L.Barrett
- Acacia cyclops A.Cunn. ex G.Don
- Acacia cylindrica R.S.Cowan & Maslin
- Acacia cyperophylla F.Muell. ex Benth.

## D
- Acacia dacrydioides Tindale
- Acacia dallachiana F.Muell.

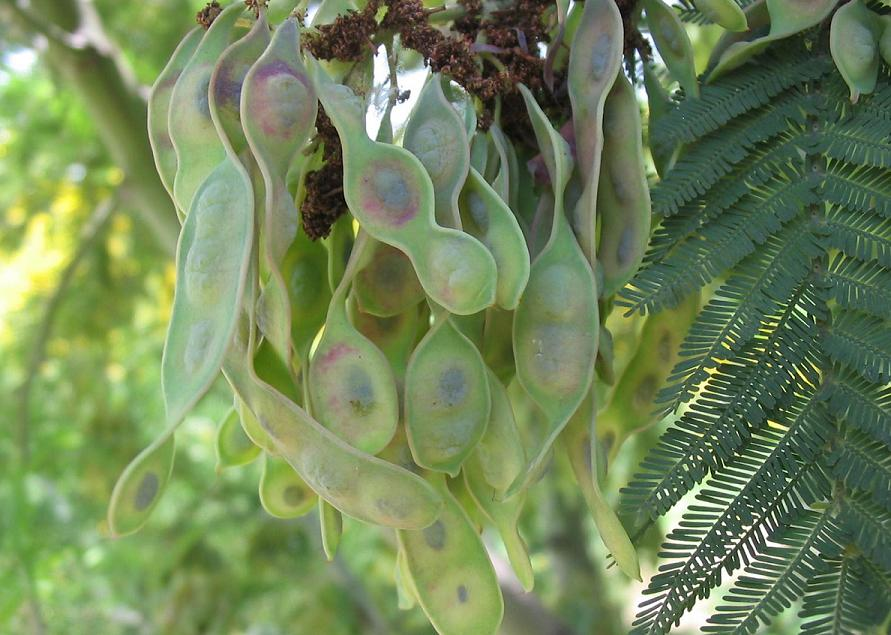
Acacia dealbata

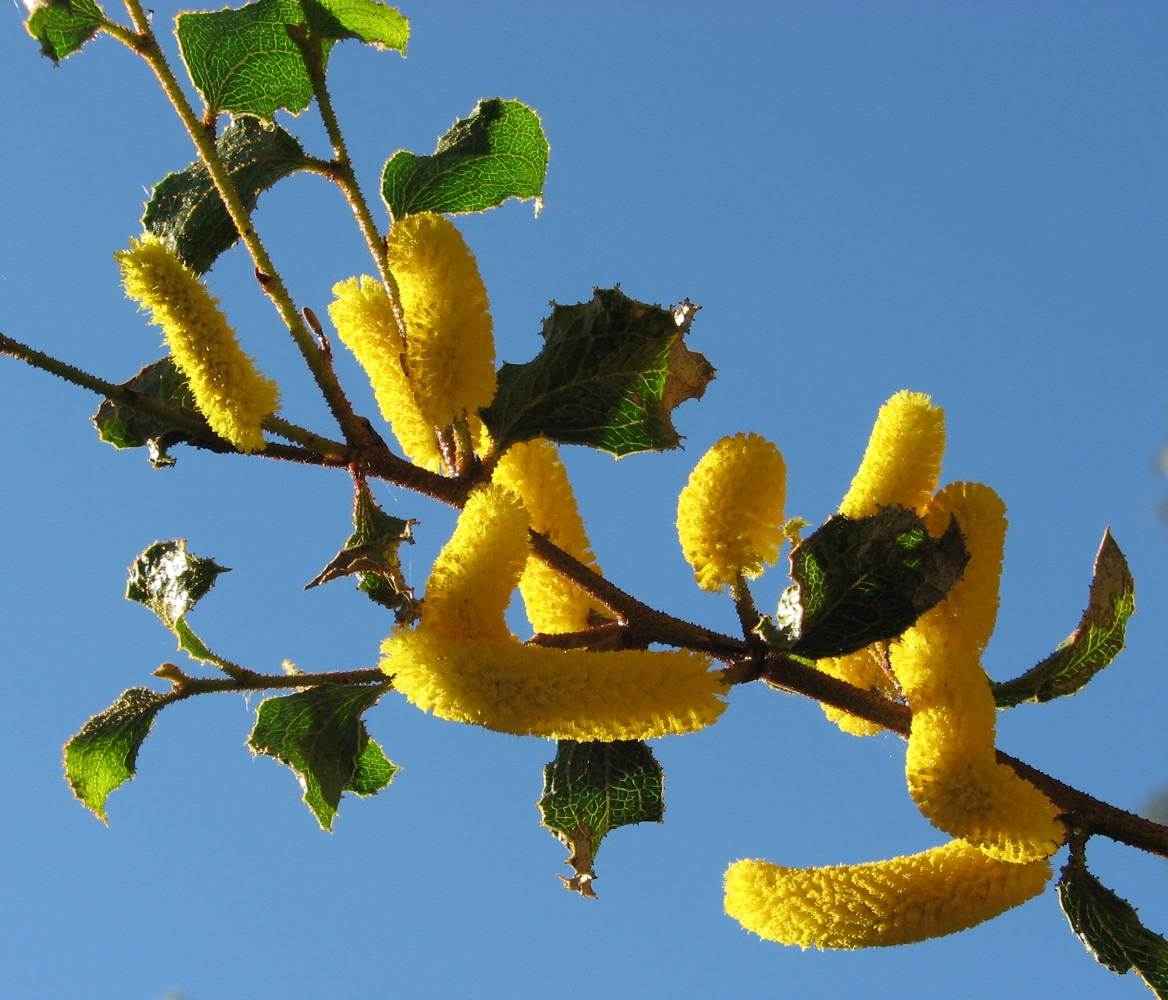
Acacia denticulosa

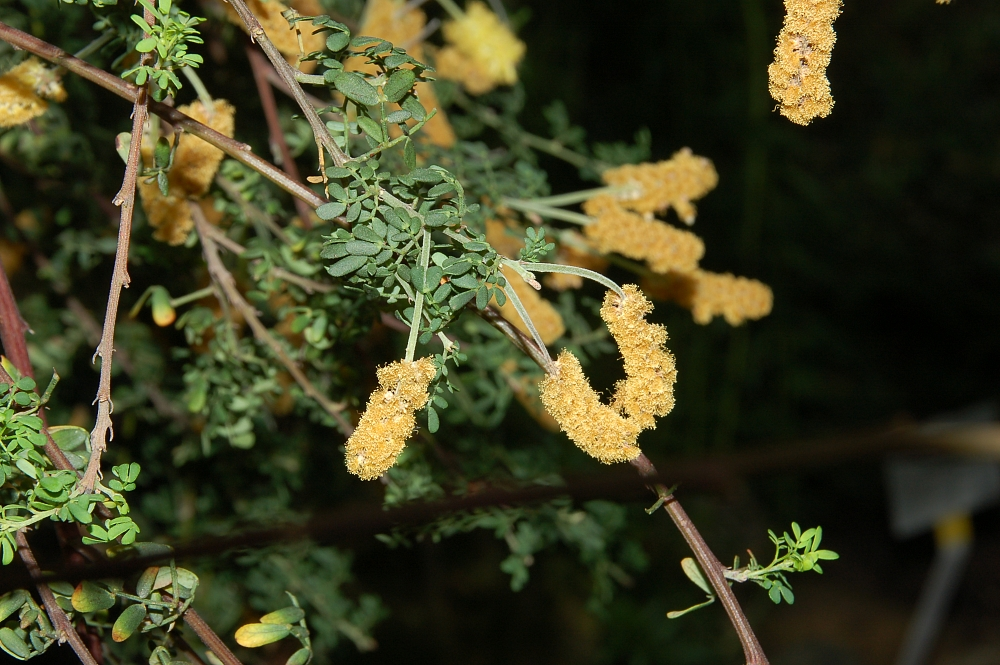
Acacia drummondii

- Acacia dangarensis Tindale & Kodela
- Acacia daphnifolia Meisn.
- Acacia daviesii Bartolome
- Acacia daviesioides C.A.Gardner
- Acacia daweana Maslin
- Acacia dawsonii R.T.Baker
- Acacia dealbata Link
- Acacia deanei (R.T.Baker) Welch, Coombs & McGlynn
- Acacia debilis Tindale
- Acacia declinata R.S.Cowan & Maslin
- Acacia decora Rchb.
- Acacia decurrens (J.C.Wendl.) Willd.
- Acacia deficiens Maslin
- Acacia deflexa Maiden & Blakely
- Acacia delibrata A.Cunn. ex Benth.
- Acacia delicatula Tindale & Kodela
- Acacia delphina Maslin
- Acacia deltoidea A.Cunn. ex G.Don
- Acacia demissa R.S.Cowan & Maslin
- Acacia dempsteri F.Muell.
- Acacia densiflora Morrison
- Acacia denticulosa F.Muell.
- Acacia dentifera Benth.
- Acacia depressa Maslin
- Acacia dermatophylla Benth.
- Acacia derwentiana A.M.Gray
- Acacia desertorum Maiden & Blakely
- Acacia desmondii Maslin
- Acacia deuteroneura Pedley
- Acacia diallaga Maslin & Buscumb
- Acacia diaphana R.S.Cowan & Maslin
- Acacia diaphyllodinea Maslin
- Acacia diastemata Maslin, M.D.Barrett & R.L.Barrett
- Acacia dichromotricha Pedley
- Acacia dictyocarpa Benth.
- Acacia dictyoneura E.Pritz.
- Acacia dictyophleba F.Muell.
- Acacia didyma A.R.Chapm. & Maslin
- Acacia dielsii E.Pritz.
- Acacia dietrichiana F.Muell.
- Acacia difficilis Maiden
- Acacia difformis R.T.Baker
- Acacia dilatata Benth.
- Acacia dilloniorum Maslin
- Acacia dimidiata Benth.
- Acacia diminuta Maslin
- Acacia dimorpha Maslin, M.D.Barrett & R.L.Barrett
- Acacia disparrima M.W.McDonald & Maslin
- Acacia dissimilis M.W.McDonald
- Acacia dissona R.S.Cowan & Maslin
- Acacia distans Maslin
- Acacia disticha Maslin
- Acacia divergens Benth.
- Acacia dodonaeifolia (Pers.) Balb.
- Acacia dolichophylla Maslin
- Acacia donaldsonii R.S.Cowan & Maslin
- Acacia doratoxylon A.Cunn.
- Acacia doreta Maslin
- Acacia dorothea Maiden
- Acacia dorsenna Maslin
- Acacia drepanocarpa F.Muell.
- Acacia drepanophylla Maslin
- Acacia drewiana W.Fitzg
- Acacia drummondii Lindl.
- Acacia dunnii (Maiden) Turrill
- Acacia dura Benth.
- Acacia durabilis Maslin
- Acacia duriuscula W.Fitzg.

## E
- Acacia echinula DC.
- Acacia echinuliflora G.J.Leach
- Acacia effusa Maslin

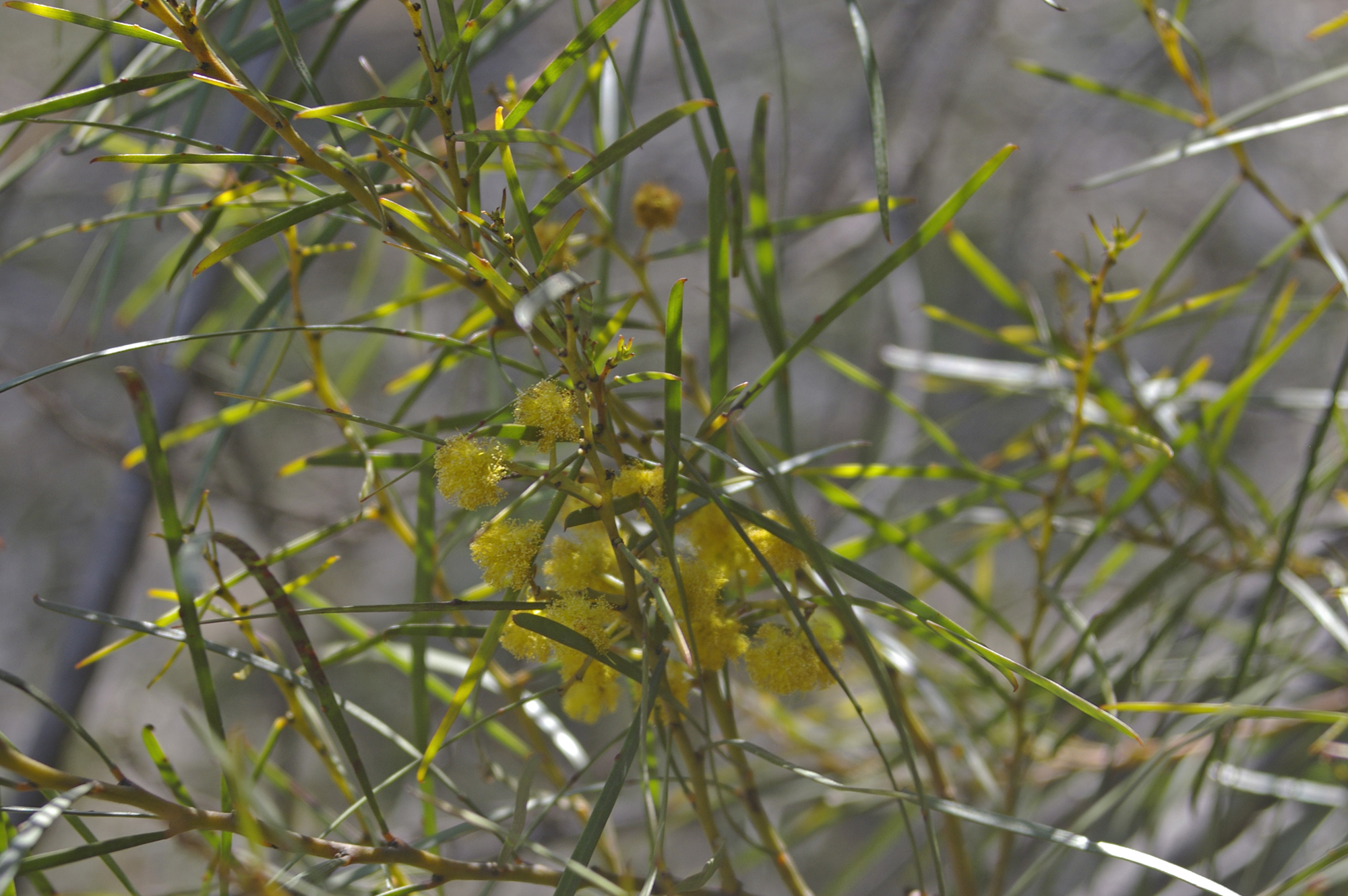
Acacia elongata

- Acacia effusifolia Maslin & Buscumb
- Acacia elachantha M.W.McDonald & Maslin
- Acacia elata A.Cunn. ex Benth.
- Acacia elongata Sieber ex DC.
- Acacia empelioclada Maslin
- Acacia enervia Maiden & Blakely
- Acacia ensifolia Pedley
- Acacia enterocarpa R.V.Sm.
- Acacia epacantha (Maslin) Maslin
- Acacia epedunculata R.S.Cowan & Maslin
- Acacia ephedroides Benth.
- Acacia equisetifolia Maslin & Cowie
- Acacia eremaea C.R.P.Andrews
- Acacia eremophila W.Fitzg.
- Acacia eremophiloides Pedley & P.I.Forst.
- Acacia ericifolia Benth.
- Acacia ericksoniae Maslin
- Acacia erinacea Benth.
- Acacia erioclada Benth.
- Acacia eriopoda Maiden & Blakely
- Acacia errabunda Maslin
- Acacia estrophiolata F.Muell.
- Acacia euthycarpa (J.M.Black) J.M.Black
- Acacia euthyphylla Maslin
- Acacia evenulosa Maslin
- Acacia everistii Pedley
- Acacia excelsa Benth.
- Acacia excentrica Maiden & Blakely
- Acacia exigua I.M.Turner
- Acacia exocarpoides W.Fitzg.
- Acacia extensa Lindl.
- Acacia exudans Lindl.

## F
- Acacia fagonioides Benth.
- Acacia falcata Willd.
- Acacia falciformis DC.
- Acacia farinosa Lindl.

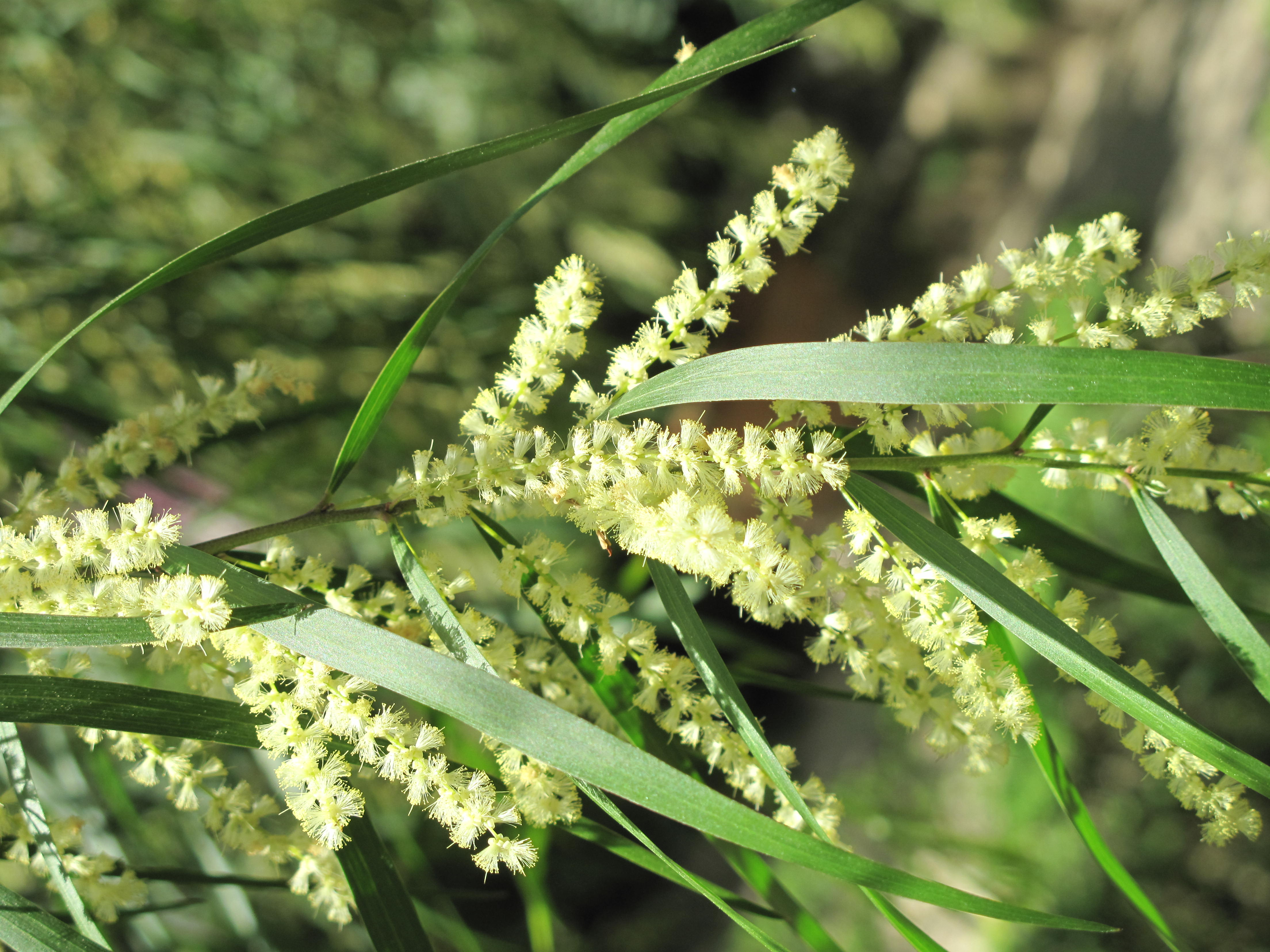
Acacia floribunda

- Acacia fasciculifera F.Muell. ex Benth.
- Acacia faucium Pedley
- Acacia fauntleroyi (Maiden) Maiden & Blakely
- Acacia fecunda Maslin
- Acacia ferocior Maiden
- Acacia filamentosa Maslin
- Acacia filicifolia Cheel & M.B.Welch
- Acacia filifolia Benth.
- Acacia filipes Pedley
- Acacia fimbriata A.Cunn. ex G.Don
- Acacia flabellifolia W.Fitzg.
- Acacia flagelliformis Court
- Acacia flavescens A.Cunn. ex  Benth.
- Acacia flavipila A.S.George
- Acacia fleckeri Pedley
- Acacia flexifolia A.Cunn. ex Benth.
- Acacia flocktoniae Maiden
- Acacia floribunda (Vent.) Willd.
- Acacia floydii Tindale
- Acacia fodinalis Pedley
- Acacia formidabilis C.A.Gardner ex R.S.Cowan & Maslin
- Acacia forrestiana E.Pritz.
- Acacia forsteri Pedley
- Acacia forsythii Maiden & Blakely
- Acacia fragilis Maiden & Blakely
- Acacia fraternalis Maslin
- Acacia frigescens J.H.Willis
- Acacia froggattii Maiden
- Acacia fulva Tindale
- Acacia fuscaneura Maslin & J.E.Reid

## G
- Acacia galeata Maslin
- Acacia galioides Benth.
- Acacia gardneri Maiden & Blakely
- Acacia gelasina Maslin
- Acacia gemina R.S.Cowan & Maslin
- Acacia genistifolia Link
- Acacia georgensis Tindale
- Acacia georginae F.M.Bailey
- Acacia gibbosa R.S.Cowan & Maslin
- Acacia gibsonii Maslin
- Acacia gilbertii Meisn.
- Acacia gilesiana F.Muell.
- Acacia gillii Maiden & Blakely
- Acacia gittinsii Pedley

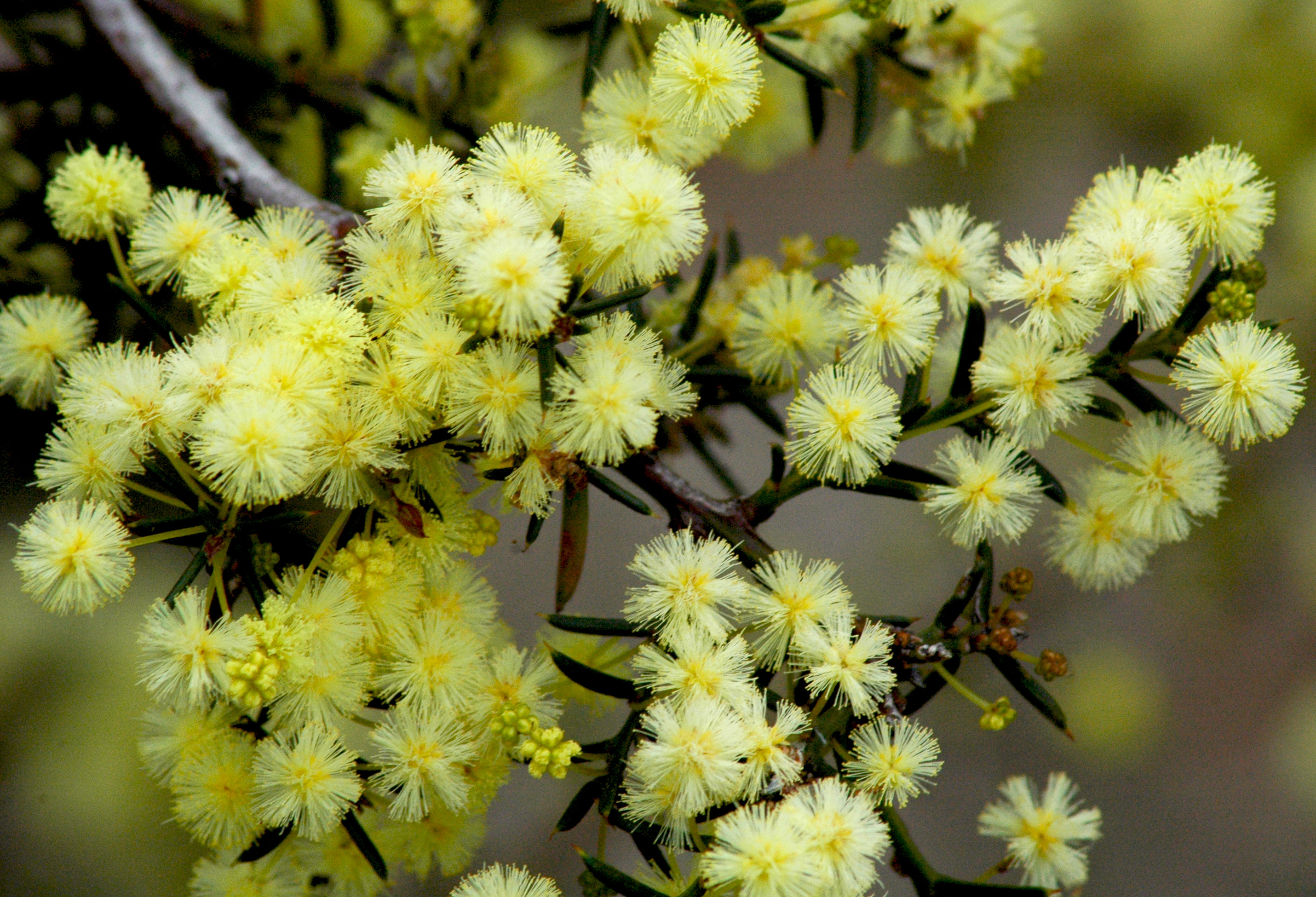
Acacia genistifolia

- Acacia gladiiformis A.Cunn. ex Benth.
- Acacia glandulicarpa Reader
- Acacia glaucissima Maslin
- Acacia glaucocaesia Domin
- Acacia glaucocarpa Maiden & Blakely
- Acacia glaucoptera Benth.
- Acacia gloeotricha A.R.Chapm. & Maslin
- Acacia glutinosissima Maiden & Blakely
- Acacia gnidium Benth.
- Acacia gonocarpa F.Muell.
- Acacia gonoclada F.Muell.
- Acacia gonophylla Benth.
- Acacia gordonii (Tindale) Pedley
- Acacia gracilenta Tindale & Kodela
- Acacia gracilifolia Maiden & Blakely
- Acacia graciliformis Maslin & Buscumb
- Acacia grandifolia Pedley
- Acacia granitica Maiden
- Acacia graniticola Maslin
- Acacia grasbyi Maiden
- Acacia × grayana J.H.Willis
- Acacia gregorii F.Muell.
- Acacia grisea S.Moore
- Acacia guinetii Maslin
- Acacia gunnii Benth.
- Acacia guymeri Tindale

## H

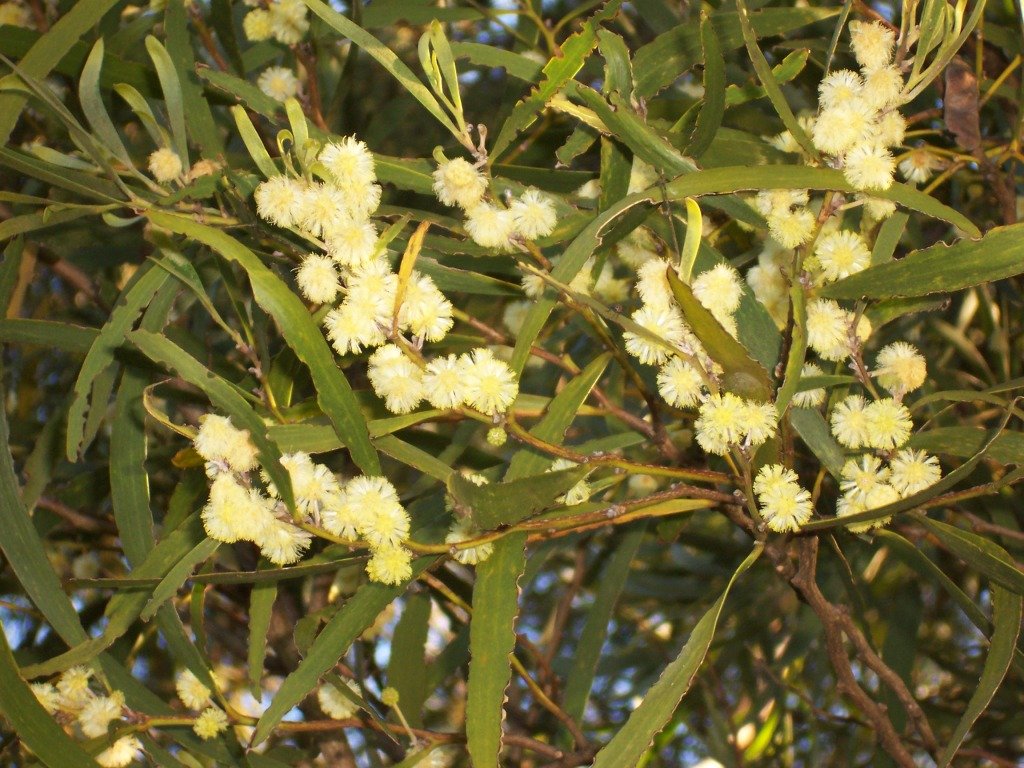
Acacia heterophylla

- Acacia hadrophylla R.S.Cowan & Maslin
- Acacia haematites Maslin
- Acacia hakeoides A.Cunn. ex Benth.
- Acacia halliana Maslin
- Acacia hamersleyensis Maslin
- Acacia hamiltoniana Maiden
- Acacia hammondii Maiden
- Acacia handonis Pedley
- Acacia harpophylla F.Muell. ex Benth.
- Acacia harveyi Benth.
- Acacia hastulata Sm.
- Acacia havilandiorum Maiden
- Acacia helicophylla Pedley
- Acacia helmsiana Maiden
- Acacia hemignosta F.Muell.
- Acacia hemiteles Benth.
- Acacia hemsleyi Maiden
- Acacia hendersonii Pedley
- Acacia heterochroa Maslin
- Acacia heteroclita Meisn.
- Acacia heteroneura Benth.
- Acacia heterophylla (Lam.) Willd.
- Acacia hexaneura P.J.Lang & R.S.Cowan
- Acacia hierochoensis Pedley
- Acacia hilliana Maiden
- Acacia hippuroides Heward ex Benth.
- Acacia hispidula (Sm.) Willd.
- Acacia hockingsii Pedley
- Acacia holosericea A.Cunn. ex G.Don
- Acacia holotricha Pedley
- Acacia homaloclada F.Muell.
- Acacia hopperiana Maslin
- Acacia horridula Meisn.
- Acacia howittii F.Muell.
- Acacia hubbardiana Pedley
- Acacia huegelii Benth.
- Acacia humifusa A.Cunn. ex Benth.
- Acacia hyaloneura Pedley
- Acacia hylonoma Pedley
- Acacia hypermeces A.S.George
- Acacia hystrix Maslin

## I

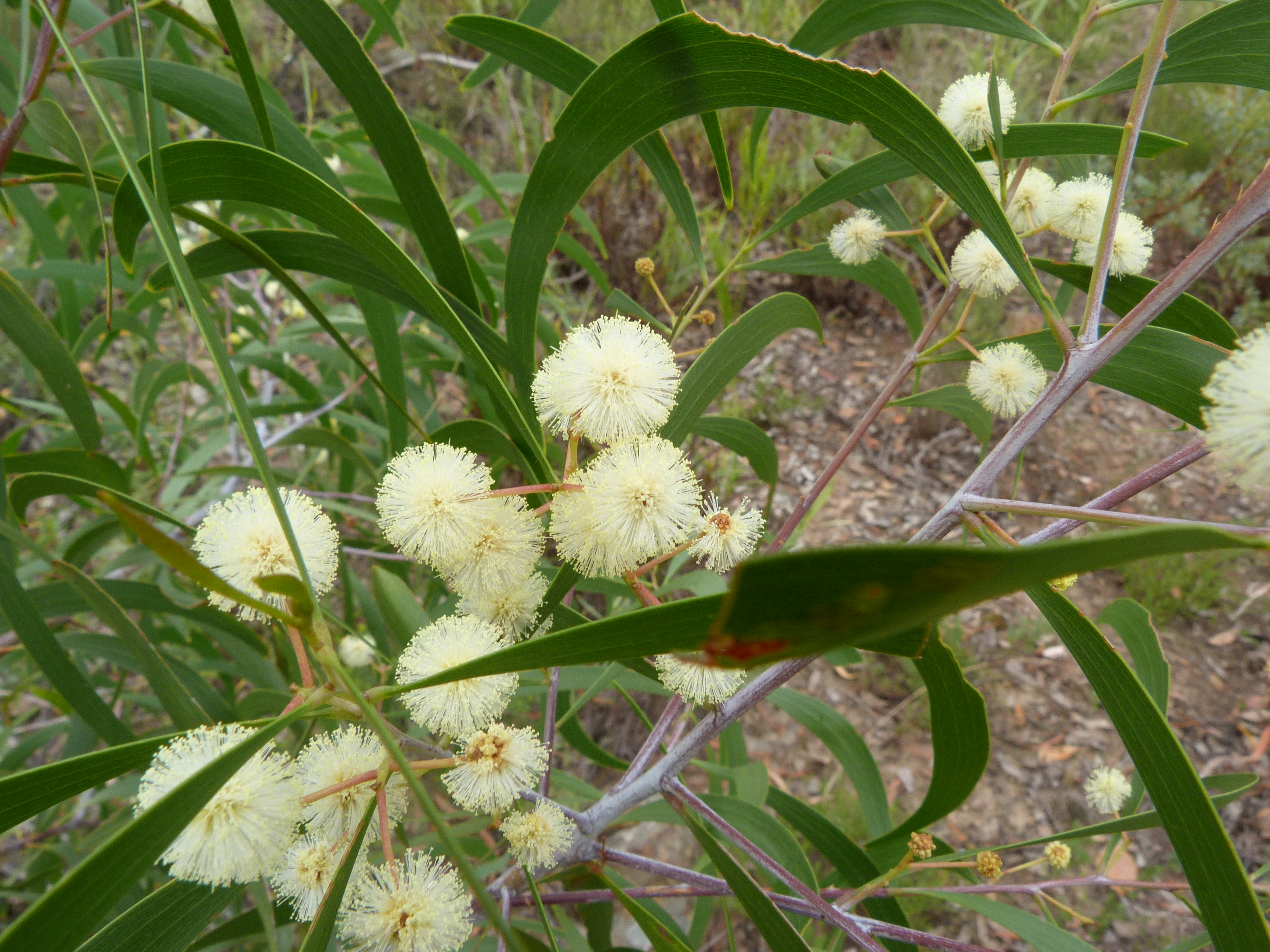
Acacia implexa

- Acacia idiomorpha A.Cunn. ex Benth.
- Acacia imbricata F.Muell.
- Acacia imitans Maslin
- Acacia imparilis Maslin
- Acacia implexa Benth.
- Acacia improcera Maslin
- Acacia inaequilatera Domin
- Acacia inaequiloba W.Fitzg
- Acacia inamabilis E.Pritz.
- Acacia incanicarpa A.R.Chapm. & Maslin
- Acacia inceana Domin
- Acacia incognita Maslin & Buscumb
- Acacia incongesta R.S.Cowan & Maslin
- Acacia incrassata Hook.
- Acacia incurva Benth.
- Acacia incurvaneura Maslin & J.E.Reid
- Acacia infecunda Molyneux & Forrester
- Acacia ingramii Tindale
- Acacia ingrata Benth.
- Acacia inophloia Maiden & Blakely
- Acacia inops Maiden & Blakely
- Acacia insolita E.Pritz.
- Acacia intorta Maslin
- Acacia intricata S.Moore
- Acacia irrorata Sieber ex Spreng.
- Acacia islana Pedley
- Acacia isoneura Maslin & A.R.Chapm.
- Acacia iteaphylla F.Muell. ex Benth.
- Acacia ixiophylla Benth.
- Acacia ixodes Pedley

## J
- Acacia jackesiana Pedley
- Acacia jacksonioides Maslin
- Acacia jamesiana Maslin
- Acacia jasperensis Maconochie
- Acacia jennerae Maiden
- Acacia jensenii Maiden

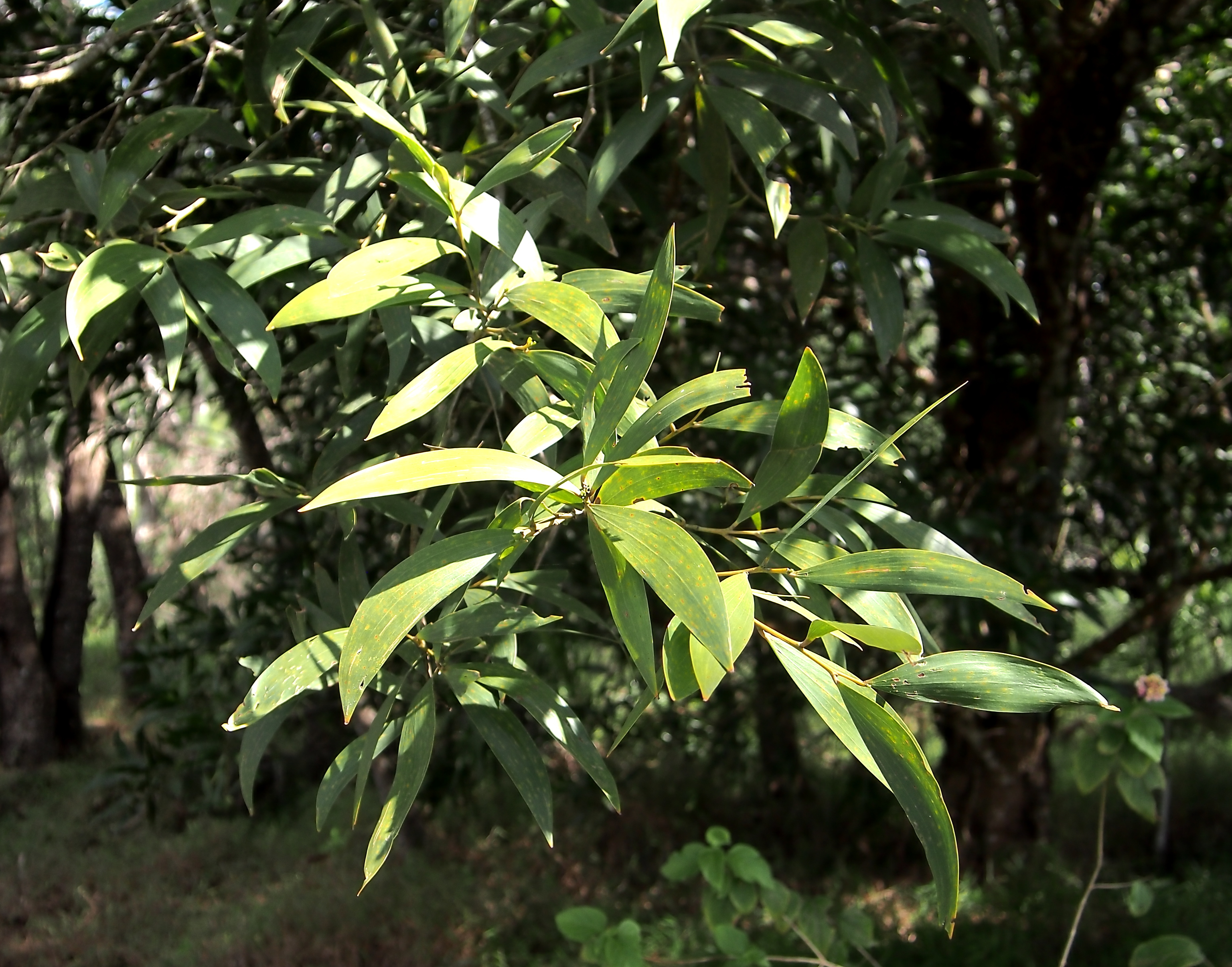
Acacia julifera

- Acacia jibberdingensis Maiden & Blakely
- Acacia johannis Pedley
- Acacia johnsonii Pedley
- Acacia jonesii F.Muell. & Maiden
- Acacia jucunda Maiden & Blakely
- Acacia julifera Benth.
- Acacia juncifolia Benth.

## K

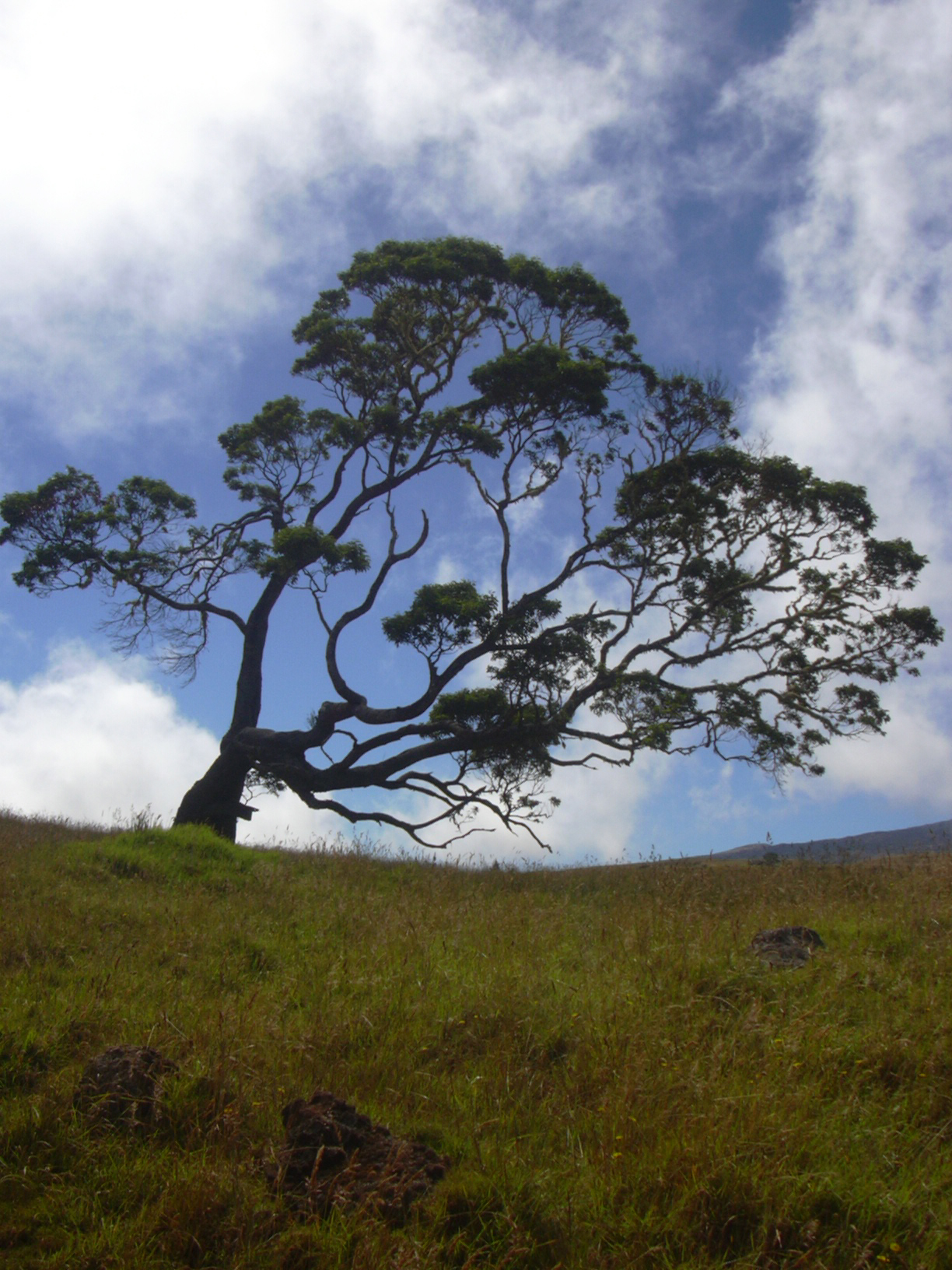
Acacia koa

- Acacia kalgoorliensis R.S.Cowan & Maslin
- Acacia karina Maslin & Buscumb
- Acacia keigheryi Maslin
- Acacia kelleri F.Muell.
- Acacia kempeana F.Muell.
- Acacia kenneallyi R.S.Cowan & Maslin
- Acacia kerryana Maslin
- Acacia kettlewelliae Maiden
- Acacia kimberleyensis W.Fitzg.
- Acacia kingiana Maiden & Blakely
- Acacia koa A.Gray
- Acacia kochii W.Fitzg. ex Ewart & Jean White
- Acacia kulinensis Maslin
- Acacia kulnurensis Kodela & Tindale
- Acacia kybeanensis Maiden & Blakely
- Acacia kydrensis Tindale

## L
- Acacia laccata Pedley
- Acacia lacertensis Pedley

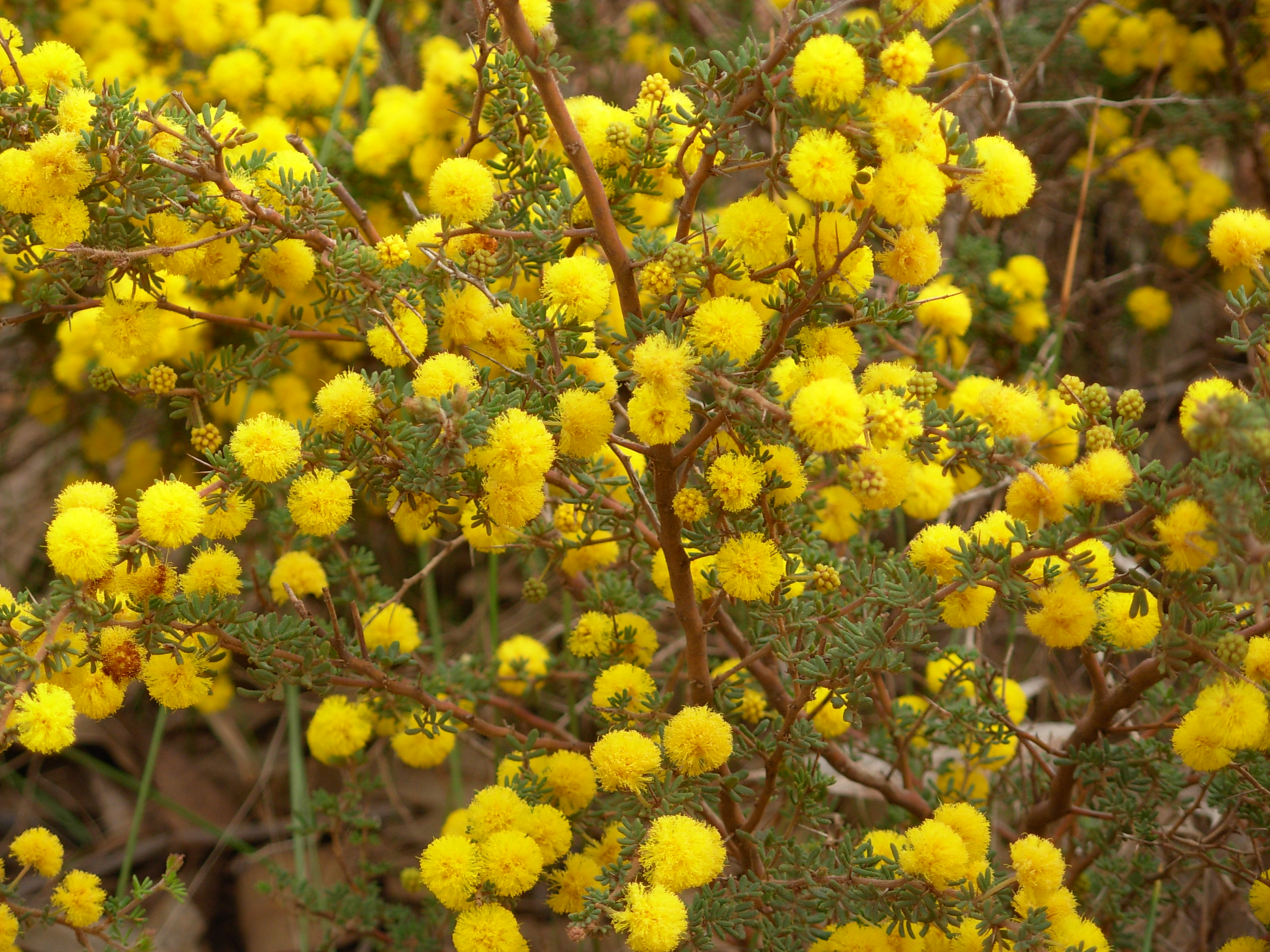
Acacia lasiocarpa

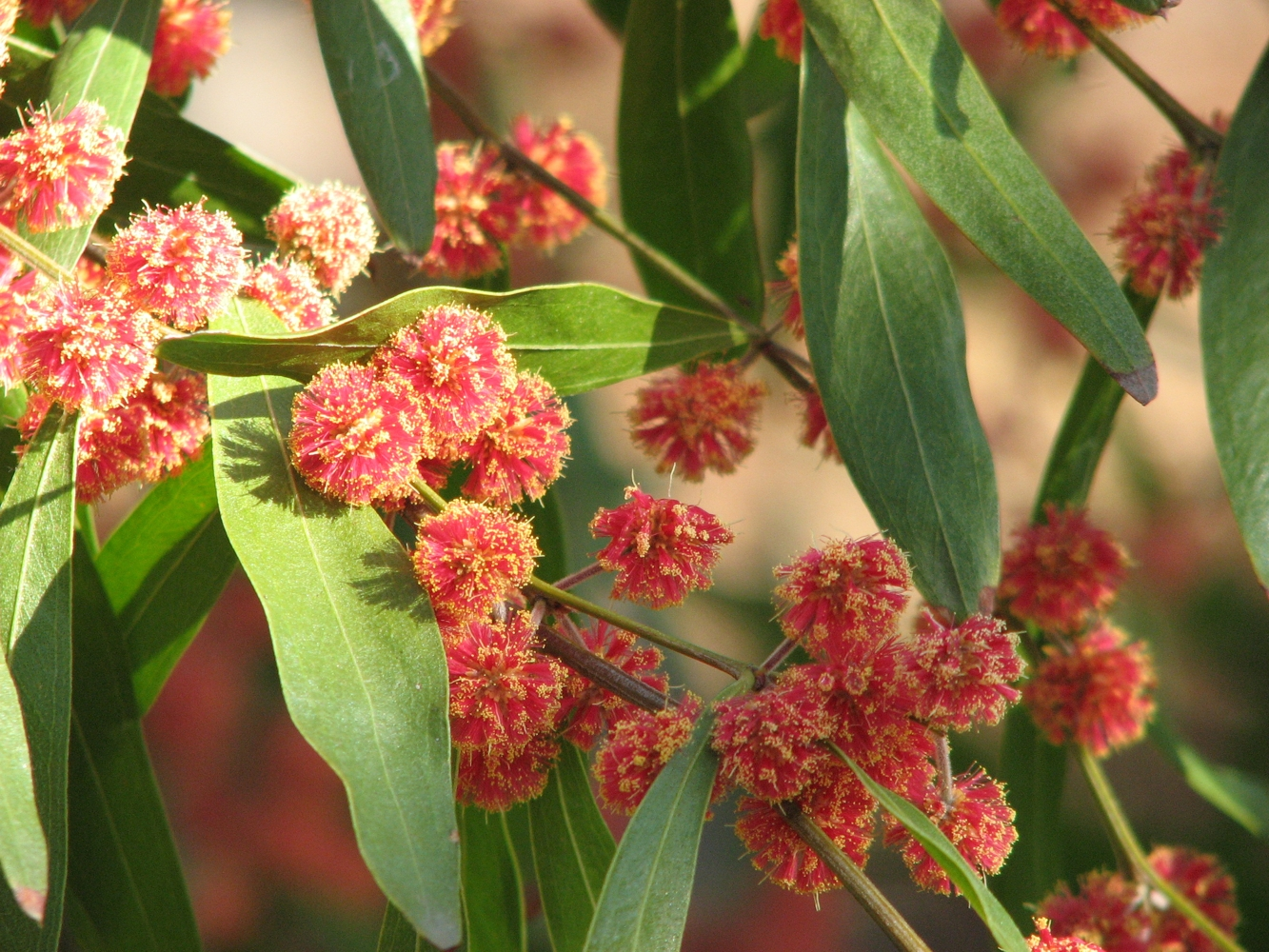
Acacia leprosa Scarlet Blaze

- Acacia lachnocarpa R.W.Davis & Hislop
- Acacia lachnophylla F.Muell.
- Acacia lamprocarpa O.Schwarz
- Acacia lanceolata Maslin
- Acacia lanei R.S.Cowan & Maslin
- Acacia lanigera A.Cunn.
- Acacia lanuginophylla R.S.Cowan & Maslin
- Acacia lapidosa Maslin
- Acacia laricina Meisn.
- Acacia lasiocalyx C.R.P.Andrews
- Acacia lasiocarpa Benth.
- Acacia lateriticola Maslin
- Acacia latescens Benth.
- Acacia latifolia Benth.
- Acacia latior (R.S.Cowan & Maslin) Maslin & Buscumb
- Acacia latipes Benth.
- Acacia latisepala Pedley
- Acacia latzii Maslin
- Acacia lauta Pedley
- Acacia lazaridis Pedley
- Acacia leeuweniana Maslin
- Acacia legnota Pedley
- Acacia leichhardtii Benth.
- Acacia leiocalyx (Domin) Pedley
- Acacia leioderma Maslin
- Acacia leiophylla Benth.
- Acacia lentiginea Maiden & Blakely
- Acacia leprosa Sieber ex DC.
- Acacia leptalea Maslin
- Acacia leptocarpa A.Cunn. ex Benth.
- Acacia leptoclada A.Cunn. ex Benth.
- Acacia leptoloba Pedley
- Acacia leptoneura Benth.
- Acacia leptopetala Benth.
- Acacia leptophleba F.Muell.
- Acacia leptospermoides Benth.
- Acacia leptostachya Benth.
- Acacia lespedleyi P.I.Forst.
- Acacia leucoclada Tindale
- Acacia leucolobia Sweet
- Acacia levata R.S.Cowan & Maslin
- Acacia ligulata A.Cunn. ex Benth.
- Acacia ligustrina Meisn.
- Acacia limbata F.Muell.
- Acacia linarioides Benth.
- Acacia linearifolia J.Forbes
- Acacia lineata A.Cunn. ex G.Don
- Acacia lineolata Benth.
- Acacia linifolia (Vent.) Willd.
- Acacia lirellata Maslin & A.R.Chapm.
- Acacia lithgowiae Pedley
- Acacia lobulata R.S.Cowan & Maslin
- Acacia loderi Maiden
- Acacia longifolia (Andrews) Willd.
- Acacia longipedunculata Pedley
- Acacia longiphyllodinea Maiden
- Acacia longispicata Benth.
- Acacia longispinea Morrison
- Acacia longissima H.L.Wendl.
- Acacia loroloba Tindale
- Acacia loxophylla Benth.
- Acacia lucasii Blakely
- Acacia lucens Bojer
- Acacia lullfitziorum Maslin
- Acacia lumholtzii Pedley
- Acacia lunata G.Lodd.
- Acacia luteola Maslin
- Acacia lycopodiifolia A.Cunn. ex Hook.
- Acacia lysiphloia F.Muell.

## M
- Acacia mabellae Maiden

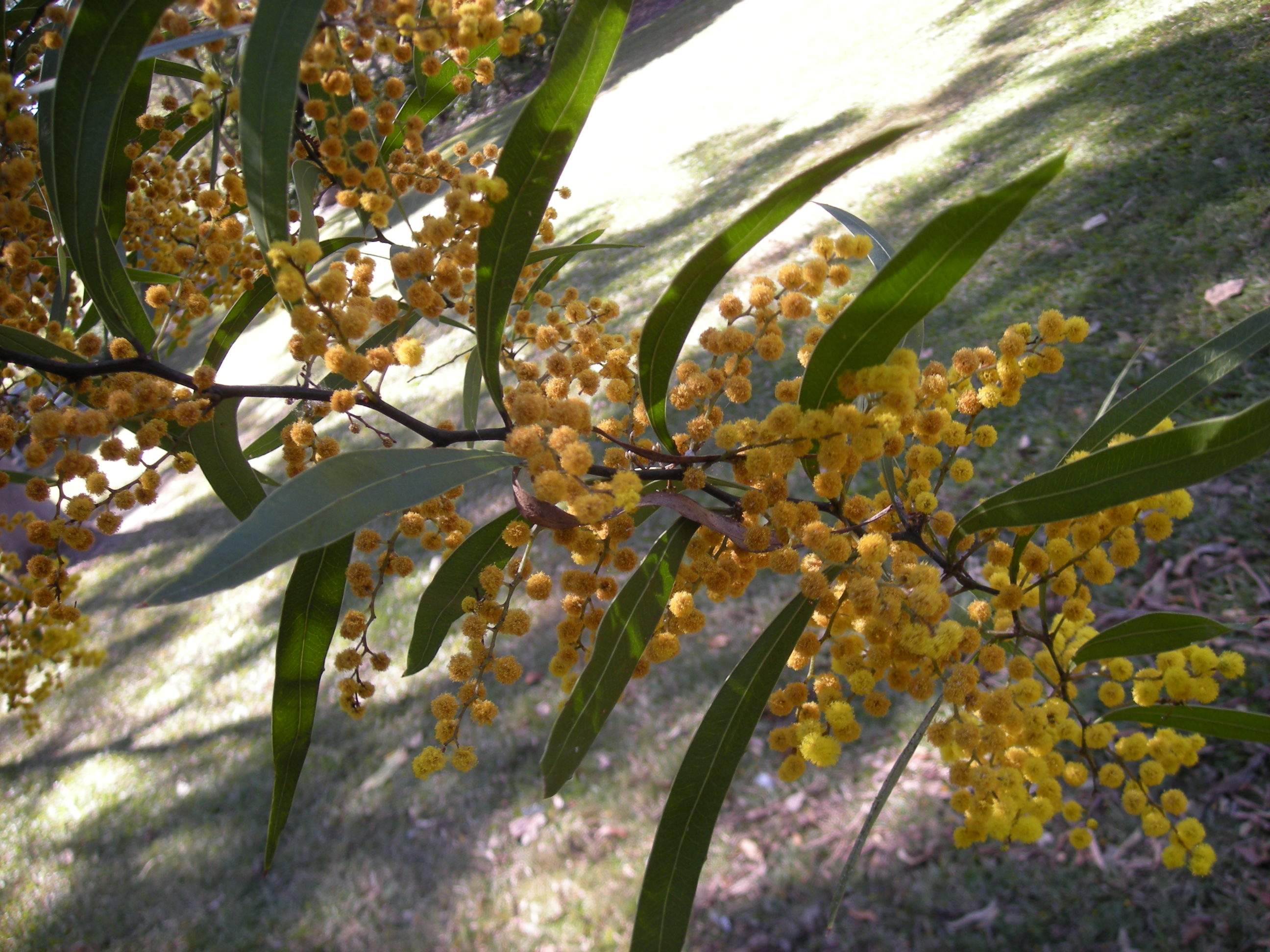
Acacia macradenia

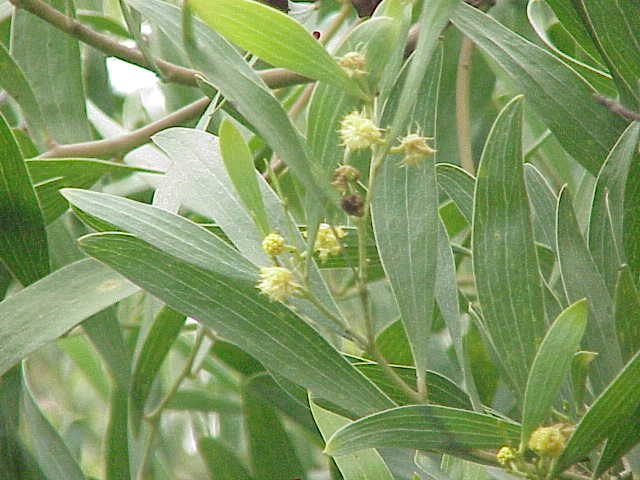
Acacia melanoxylon

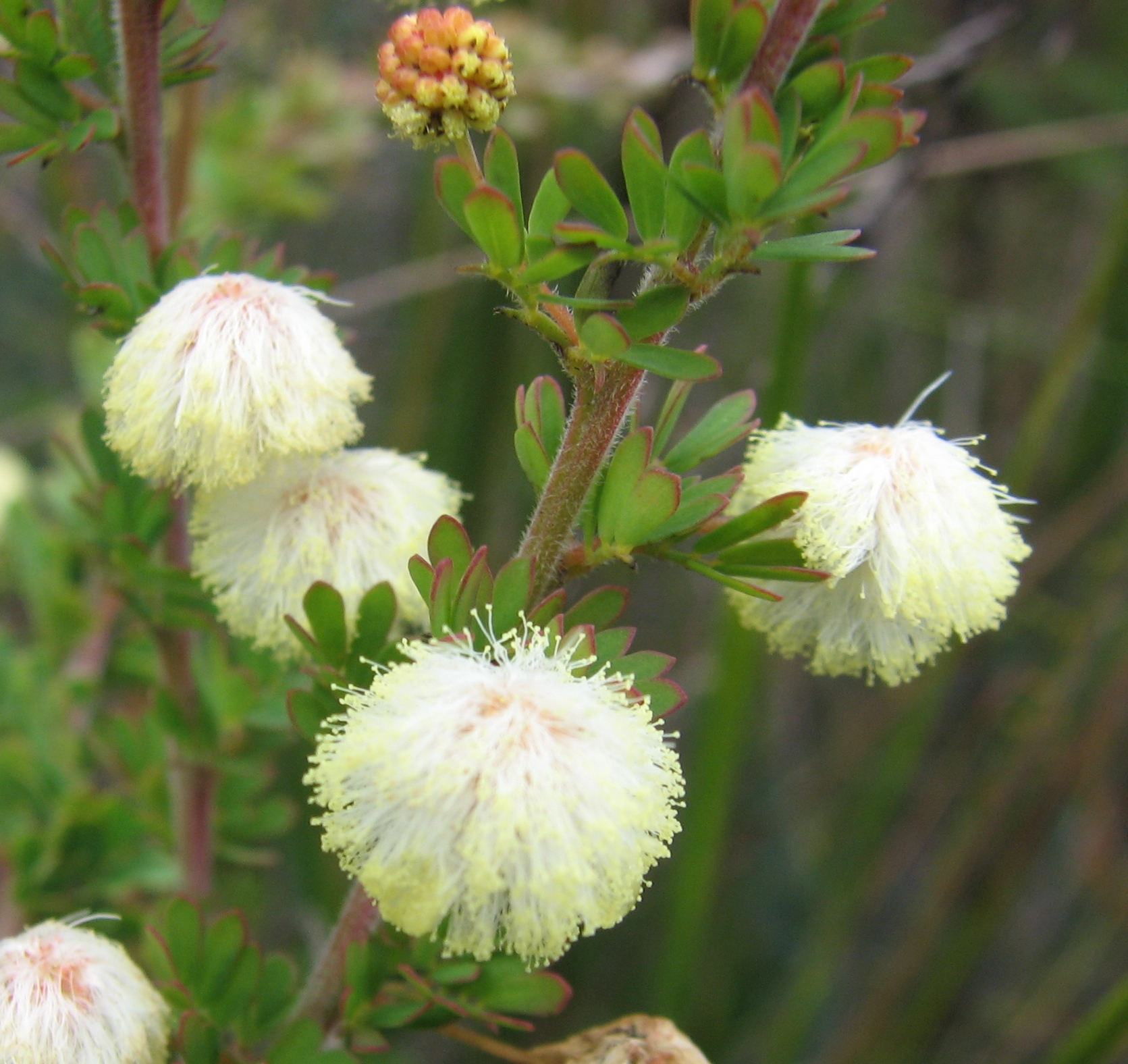
Acacia mitchellii

- Acacia macdonnelliensis Maconochie
- Acacia mackenziei Maslin & R.L.Barrett
- Acacia mackeyana Ewart & Jean White
- Acacia macnuttiana Maiden & Blakely
- Acacia maconochieana Pedley
- Acacia macradenia Benth.
- Acacia macraneura Maslin & J.E.Reid
- Acacia maidenii F.Muell.
- Acacia maitlandii F.Muell.
- Acacia malloclada Maiden & Blakely
- Acacia × mangiiformis Maslin & L.A.J.Thomson
- Acacia mangium Willd.
- Acacia manipularis R.S.Cowan & Maslin
- Acacia maranoensis Pedley
- Acacia mariae Pedley
- Acacia marramamba Maslin
- Acacia masliniana R.S.Cowan
- Acacia mathuataensis A.C.Sm.
- Acacia matthewii Tindale & S.J.Davies
- Acacia maxwellii Maiden & Blakely
- Acacia mearnsii De Wild.
- Acacia megacephala Maslin
- Acacia megalantha F.Muell.
- Acacia meiantha Tindale & Hersc.
- Acacia meiosperma (Pedley) Pedley
- Acacia meisneri Lehm.
- Acacia melanoxylon R.Br.
- Acacia melleodora Pedley
- Acacia melvillei Pedley
- Acacia menzelii J.M.Black
- Acacia merinthophora E.Pritz.
- Acacia merrallii F.Muell.
- Acacia merrickiae Maiden & Blakely
- Acacia microbotrya Benth.
- Acacia microcalyx Maslin
- Acacia microcarpa F.Muell.
- Acacia microcybe Pedley
- Acacia microneura Meisn.
- Acacia microsperma Pedley
- Acacia midgleyi M.W.McDonald & Maslin
- Acacia mimica R.S.Cowan & Maslin
- Acacia mimula Pedley
- Acacia minniritchi  I.M.Turner
- Acacia minutifolia F.Muell.
- Acacia minutissima Maslin
- Acacia minyura Randell
- Acacia mitchellii Benth.
- Acacia mitodes A.S.George
- Acacia moirii E.Pritz.
- Acacia mollifolia Maiden & Blakely
- Acacia montana Benth.
- Acacia monticola J.M.Black
- Acacia mooreana W.Fitzg.
- Acacia mountfordiae Specht
- Acacia mucronata Willd. ex H.L.Wendl.
- Acacia muelleriana Maiden & R.T.Baker
- Acacia mulganeura Maslin & J.E.Reid
- Acacia multisiliqua (Benth.) Maconochie
- Acacia multispicata Benth.
- Acacia multistipulosa Tindale & Bedward
- Acacia muriculata Maslin & Buscumb
- Acacia murrayana F.Muell. ex Benth.
- Acacia mutabilis Maslin
- Acacia myrtifolia (Sm.) Willd.

## N
- Acacia nanodealbata J.H.Willis

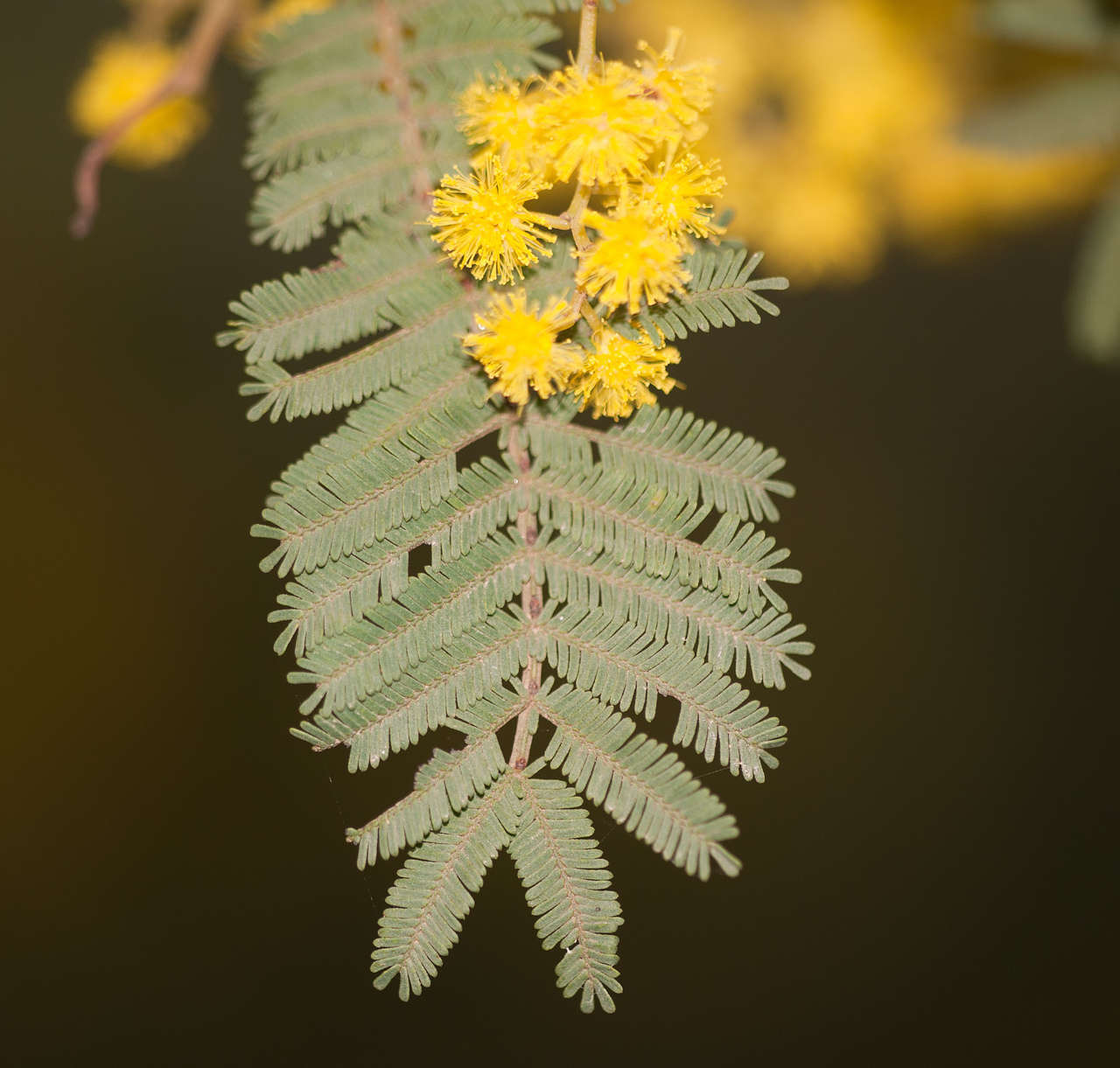
Acacia nanodealbata

- Acacia nanopravissima Molyneux & Forrester
- Acacia nematophylla F.Muell. ex Benth.
- Acacia neobrachycarpa I.M.Turner
- Acacia neorigida I.M.Turner
- Acacia neriifolia A.Cunn. ex Benth.
- Acacia nervosa DC.
- Acacia nesophila Pedley
- Acacia neurocarpa A.Cunn. ex Hook.
- Acacia neurophylla W.Fitzg.
- Acacia newbeyi Maslin
- Acacia nicholsonensis Cuff
- Acacia nigricans (Labill.) R.Br.
- Acacia nigripilosa Maiden
- Acacia nitidula Benth.
- Acacia nivea R.S.Cowan & Maslin
- Acacia nodiflora Benth.
- Acacia notabilis F.Muell.
- Acacia nuperrima Baker f.
- Acacia nyssophylla F.Muell.

## O
- Acacia obesa R.S.Cowan & Maslin
- Acacia obliquinervia Tindale
- Acacia obovata Benth.
- Acacia obtecta Maiden & Blakely

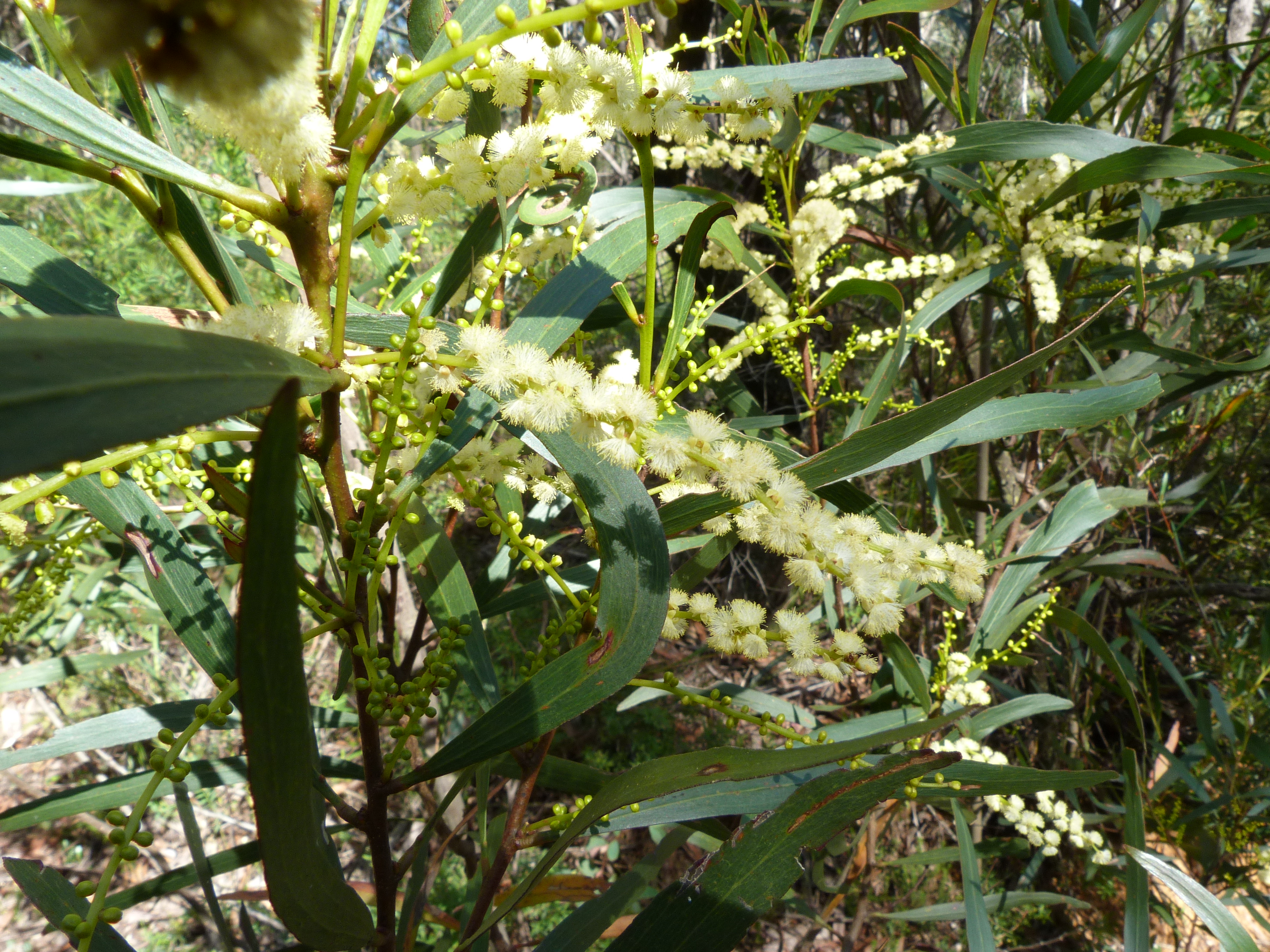
Acacia obtusifolia

- Acacia obtriangularis Maslin, M.D.Barrett & R.L.Barrett
- Acacia obtusata Sieber ex DC.
- Acacia obtusifolia A.Cunn.
- Acacia octonervia R.S.Cowan & Maslin
- Acacia oldfieldii F.Muell.
- Acacia olgana Maconochie
- Acacia oligoneura F.Muell.
- Acacia olsenii Tindale
- Acacia omalophylla A.Cunn. ex Benth.
- Acacia ommatosperma (Pedley) Pedley
- Acacia oncinocarpa Benth.
- Acacia oncinophylla Lindl.
- Acacia ophiolithica R.S.Cowan & Maslin
- Acacia oraria F.Muell.
- Acacia orbifolia Maiden & Blakely
- Acacia orites Pedley
- Acacia orthocarpa F.Muell.
- Acacia orthotricha Pedley
- Acacia orthotropica Maslin, M.D.Barrett & R.L.Barrett
- Acacia oshanesii F.Muell. & Maiden
- Acacia oswaldii F.Muell.
- Acacia oxycedrus Sieber ex DC.
- Acacia oxyclada F.Muell. ex Benth.

## P
- Acacia pachyacra Maiden & Blakely

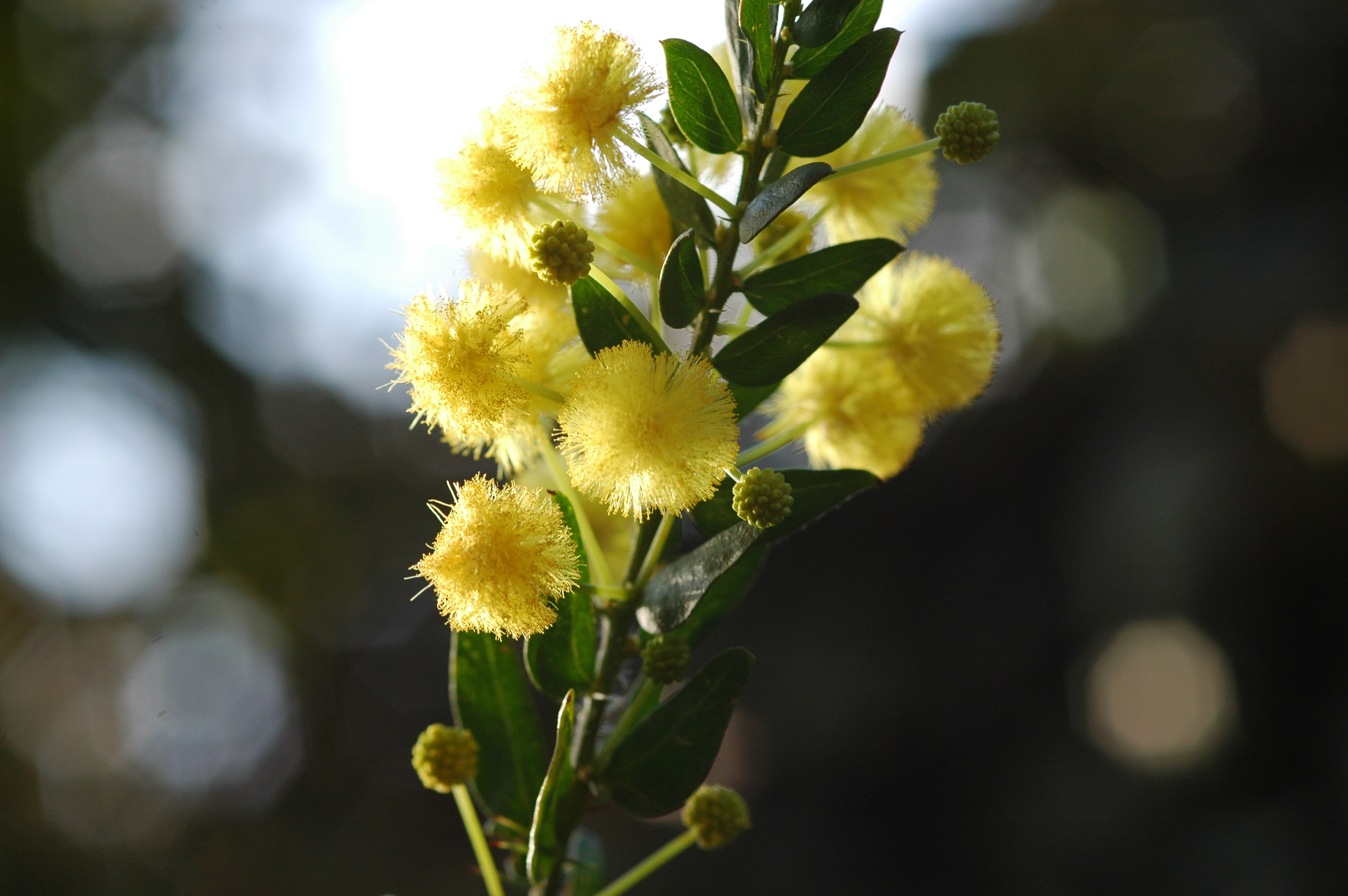
Acacia paradoxa

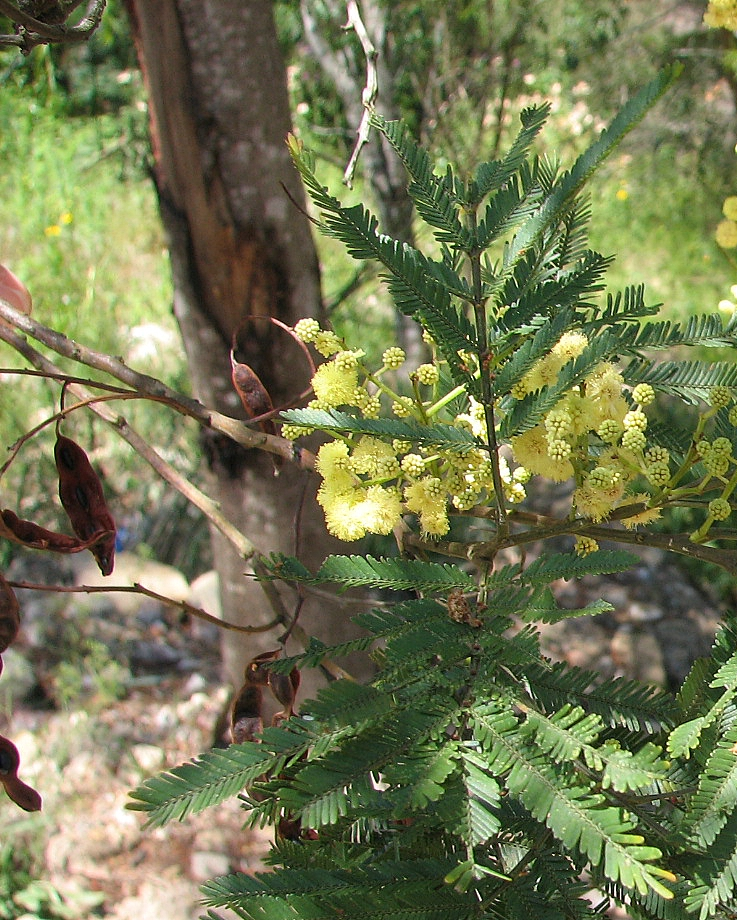
Acacia parramattensis

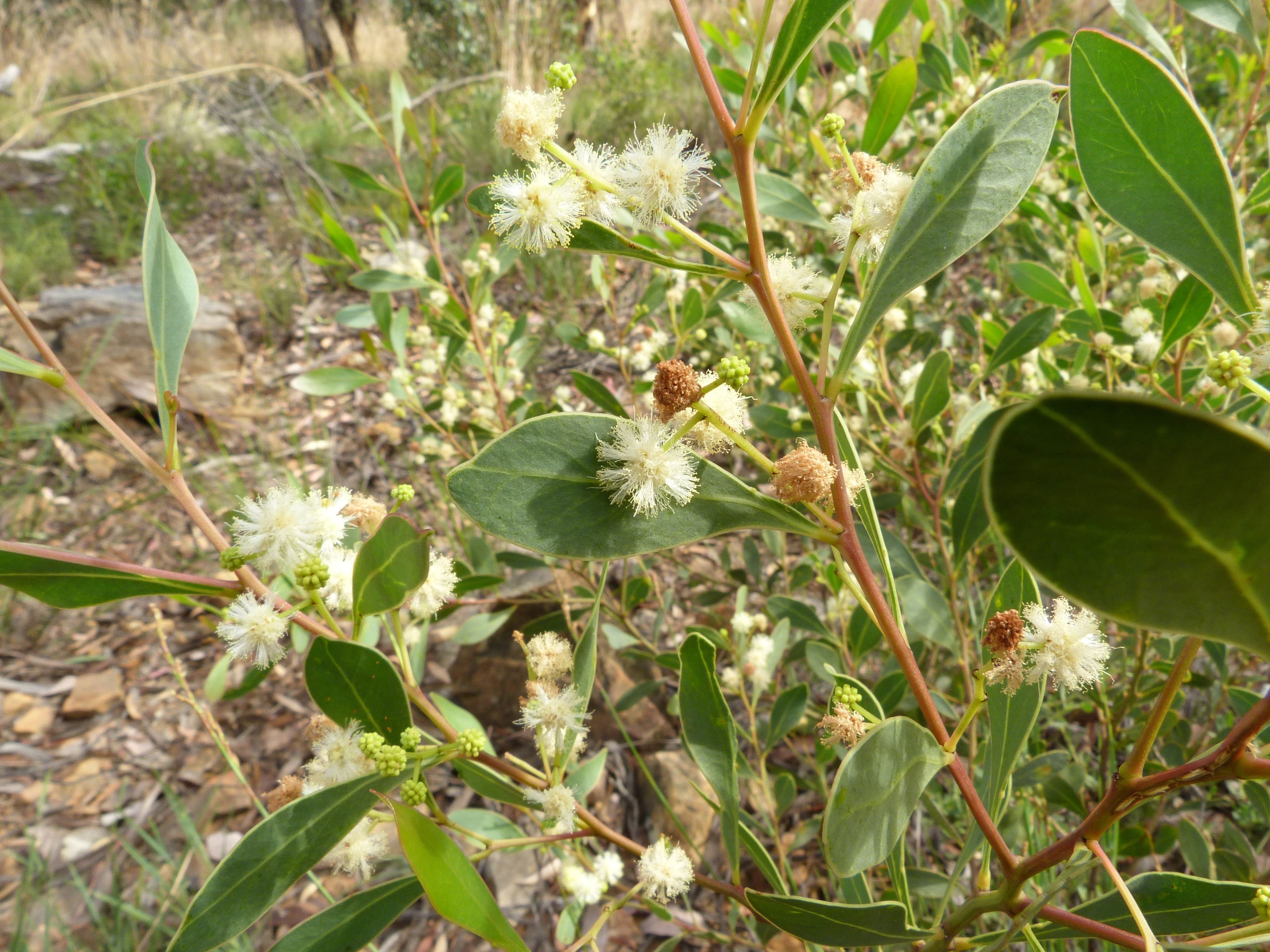
Acacia penninervis

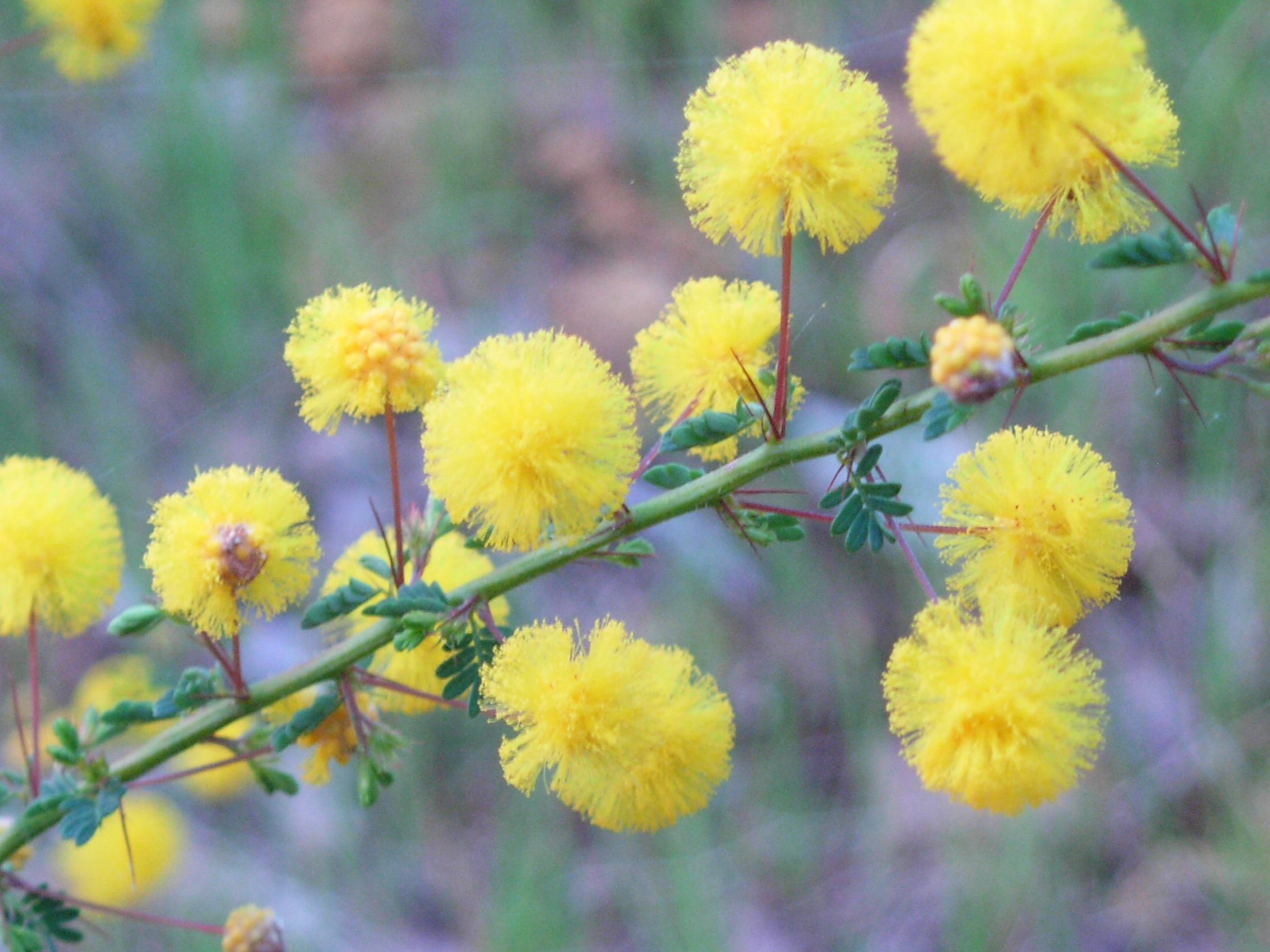
Acacia pulchella

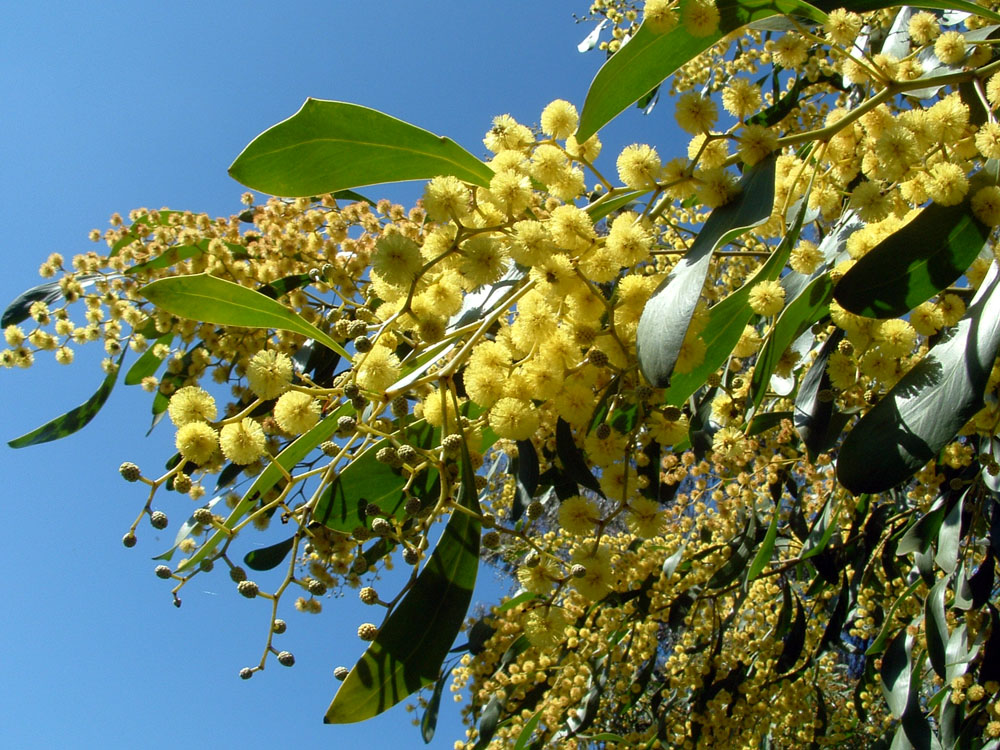
Acacia pycnantha

- Acacia pachycarpa F.Muell. ex Benth.
- Acacia pachyphylla Maslin
- Acacia pachypoda Maslin
- Acacia palustris Luehm.
- Acacia papulosa R.S.Cowan & Maslin
- Acacia papyrocarpa Benth.
- Acacia paradoxa DC.
- Acacia paraneura Randell
- Acacia parkerae Maslin
- Acacia parramattensis Tindale
- Acacia parvifoliolata Pedley
- Acacia parvipinnula Tindale
- Acacia pataczekii D.I.Morris
- Acacia patagiata R.S.Cowan & Maslin
- Acacia paula Tindale & S.J.Davies
- Acacia pedina Kodela & Tame
- Acacia pedleyi Tindale & Kodela
- Acacia pellita O.Schwarz
- Acacia pelophila R.S.Cowan & Maslin
- Acacia pendula A.Cunn. ex G.Don
- Acacia penninervis Sieber ex DC.
- Acacia pentadenia Lindl.
- Acacia peregrinalis M.W.McDonald & Maslin
- Acacia perpusilla Maslin, M.D.Barrett & R.L.Barrett
- Acacia perryi Pedley
- Acacia petraea Pedley
- Acacia petricola Maslin
- Acacia peuce F.Muell.
- Acacia phacelia Maslin, M.D.Barrett & R.L.Barrett
- Acacia phaeocalyx Maslin
- Acacia pharangites Maslin
- Acacia phasmoides J.H.Willis
- Acacia philoxera Pedley
- Acacia phlebocarpa F.Muell.
- Acacia phlebopetala Maslin
- Acacia phlebophylla F.Muell. ex H.B.Will.
- Acacia pickardii Tindale
- Acacia piligera A.Cunn.
- Acacia pilligaensis Maiden
- Acacia pinguiculosa R.S.Cowan & Maslin
- Acacia pinguifolia J.M.Black
- Acacia platycarpa F.Muell.
- Acacia plautella Maslin
- Acacia plectocarpa A.Cunn. ex Benth.
- Acacia plicata Maslin
- Acacia podalyriifolia A.Cunn. ex G.Don
- Acacia polifolia Pedley
- Acacia poliochroa E.Pritz.
- Acacia polyadenia (Pedley) Pedley
- Acacia polybotrya Benth.
- Acacia polystachya A.Cunn. ex Benth.
- Acacia porcata P.I.Forst.
- Acacia praelongata F.Muell.
- Acacia praemorsa P.J.Lang & Maslin
- Acacia praetermissa Tindale
- Acacia prainii Maiden
- Acacia pravifolia F.Muell.
- Acacia pravissima F.Muell. ex Benth.
- Acacia preissiana (Meisn.) Maslin
- Acacia prismifolia E.Pritz.
- Acacia pritzeliana C.A.Gardner
- Acacia producta Tindale
- Acacia profusa Maslin
- Acacia proiantha Pedley
- Acacia prolata Maslin, M.D.Barrett & R.L.Barrett
- Acacia prominens A.Cunn. ex G.Don
- Acacia provincialis A.Camus
- Acacia proxima Maiden
- Acacia pruinocarpa Tindale
- Acacia pruinosa A.Cunn. ex Benth.
- Acacia pteraneura Maslin & J.E.Reid
- Acacia pterocaulon Maslin
- Acacia ptychoclada Maiden & Blakely
- Acacia ptychophylla F.Muell.
- Acacia pubescens (Vent.) R.Br.
- Acacia pubicosta C.T.White
- Acacia pubifolia Pedley
- Acacia pubirhachis Pedley
- Acacia pudica Pedley
- Acacia pulchella R.Br.
- Acacia pulviniformis Maiden & Blakely
- Acacia puncticulata Maslin
- Acacia purpureapetala F.M.Bailey
- Acacia pusilla Maslin
- Acacia pustula Maiden & Blakely
- Acacia pycnantha Benth.
- Acacia pycnocephala Maslin
- Acacia pycnostachya F.Muell. ex Benth.
- Acacia pygmaea Maslin
- Acacia pyrifolia DC.

## Q
- Acacia quadrilateralis DC.
- Acacia quadrimarginea F.Muell.
- Acacia quadrisulcata F.Muell.
- Acacia quinquenervia Maslin
- Acacia quornensis J.M.Black

## R
- Acacia racospermoides Pedley
- Acacia ramiflora Domin
- Acacia ramulosa W.Fitzg.

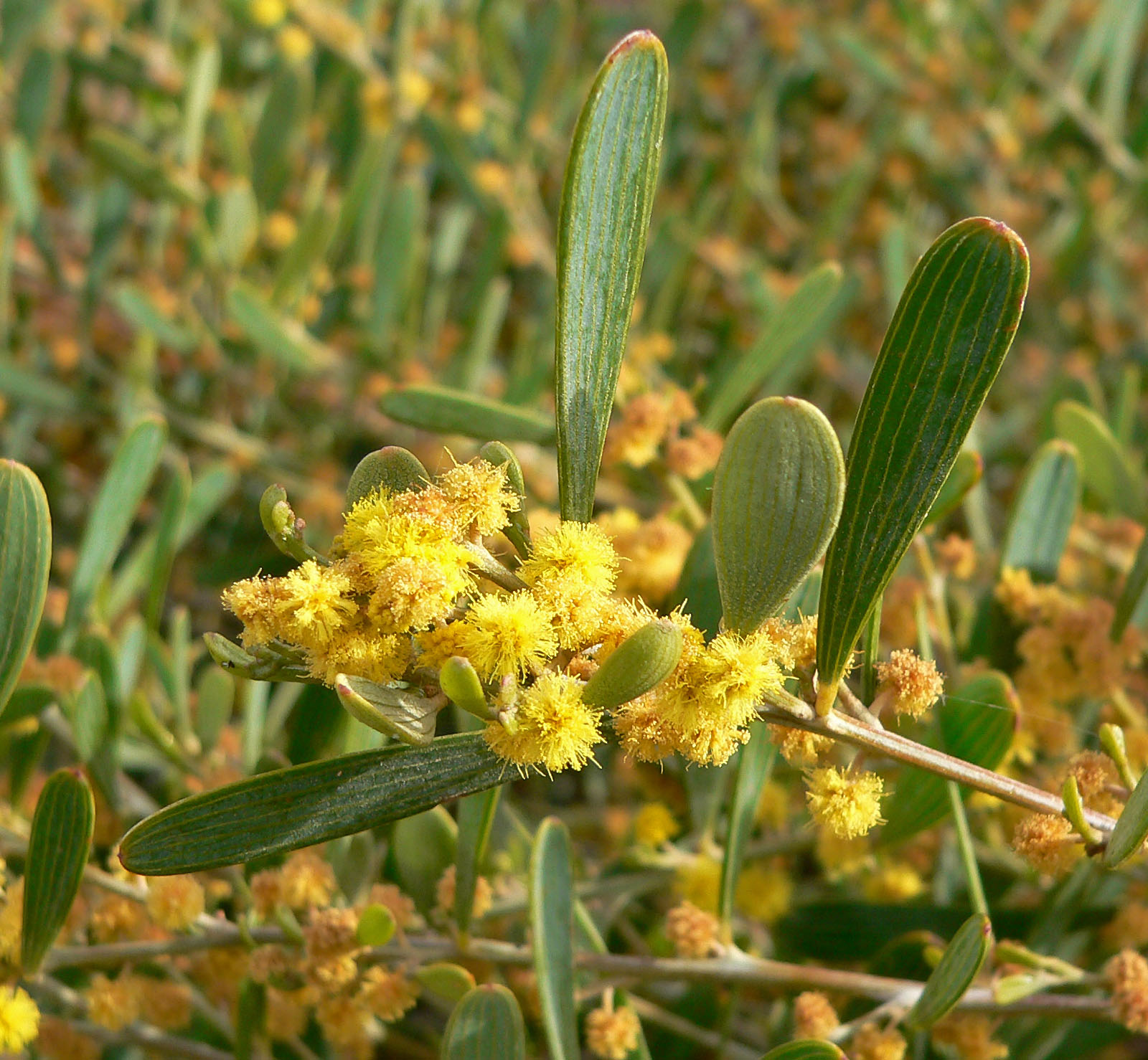
Acacia redolens

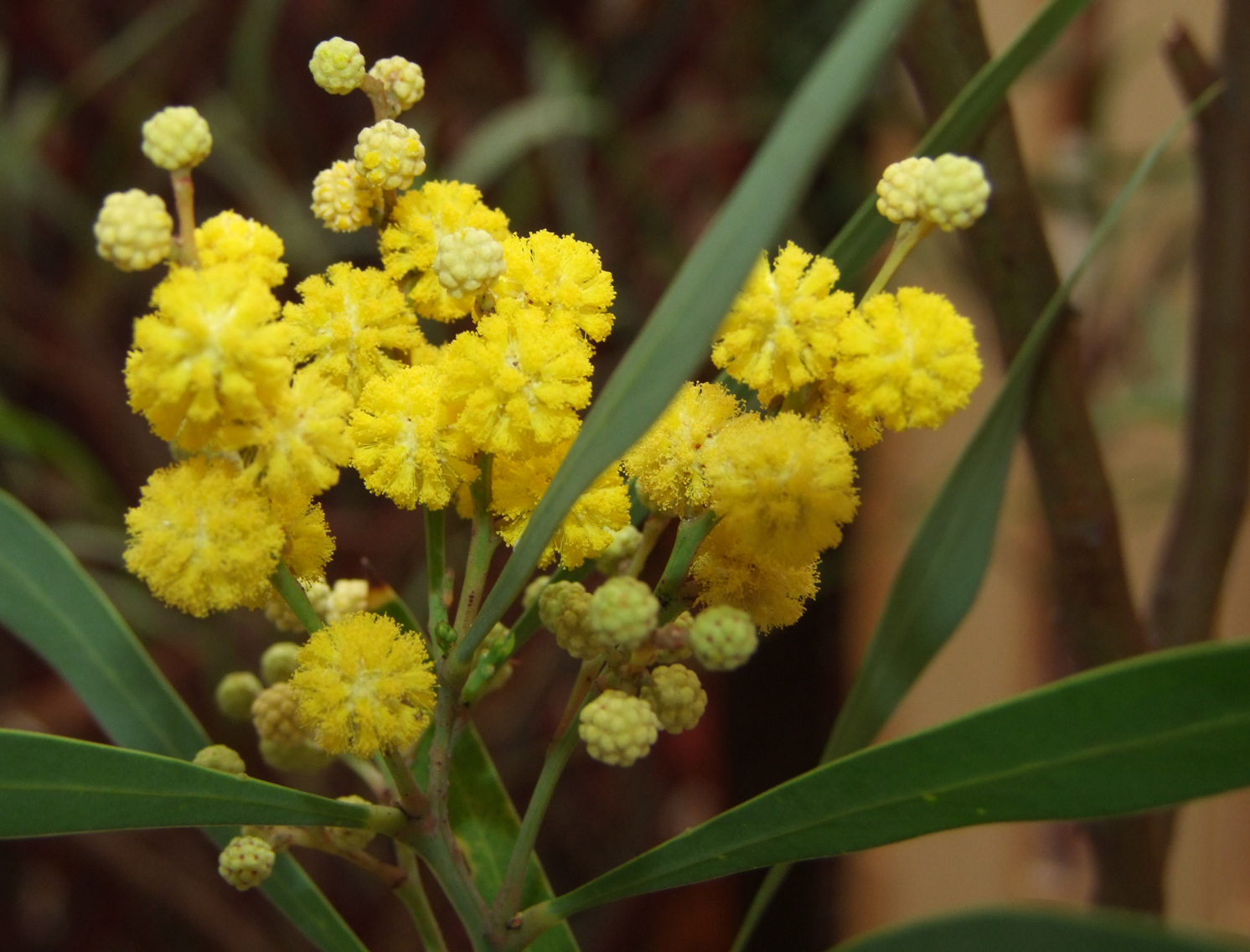
Acacia retinodes

- Acacia recurvata R.S.Cowan & Maslin
- Acacia redolens Maslin
- Acacia rendlei Maiden
- Acacia repanda R.S.Cowan & Maslin
- Acacia repens A.S.George
- Acacia resinimarginea W.Fitzg.
- Acacia resinistipulea W.Fitzg.
- Acacia resinocostata Pedley
- Acacia resinosa R.S.Cowan & Maslin
- Acacia restiacea Benth.
- Acacia retinervis Benth.
- Acacia retinodes Schltdl.
- Acacia retivenea F.Muell.
- Acacia retrorsa Meisn.
- Acacia rhamphophylla Maslin
- Acacia rhetinocarpa J.M.Black
- Acacia rhigiophylla F.Muell. ex Benth.
- Acacia rhodophloia Maslin
- Acacia rhodoxylon Maiden
- Acacia riceana Hensl.
- Acacia richardsii Maslin
- Acacia richii A.Gray
- Acacia ridleyana W.Fitzg.
- Acacia rigens A.Cunn. ex G.Don
- Acacia rigescens Tindale & Bedward
- Acacia rivalis J.M.Black
- Acacia robeorum Maslin
- Acacia robiniae Maslin
- Acacia rossei F.Muell.
- Acacia rostellata Maslin
- Acacia rostellifera Benth.
- Acacia rostriformis Maslin & D.J.Murphy
- Acacia rothii F.M.Bailey
- Acacia roycei Maslin
- Acacia rubida A.Cunn.
- Acacia rubricaulis Pedley
- Acacia rubricola Pedley
- Acacia rupicola F.Muell. ex Benth.
- Acacia ruppii Maiden & Betche
- Acacia ryaniana Maslin

## S
- Acacia sabulosa Maslin
- Acacia saliciformis Tindale
- Acacia salicina Lindl.

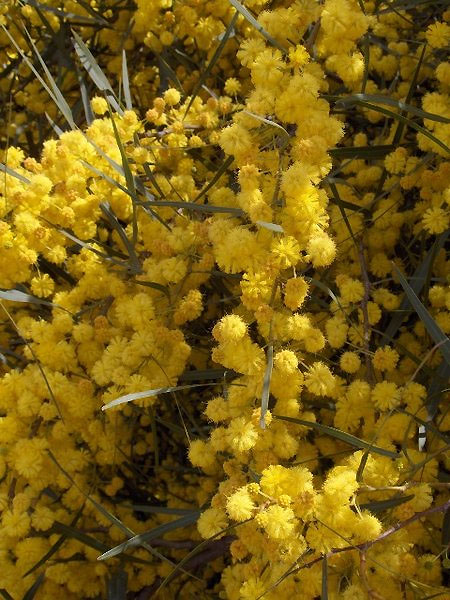
Acacia saligna

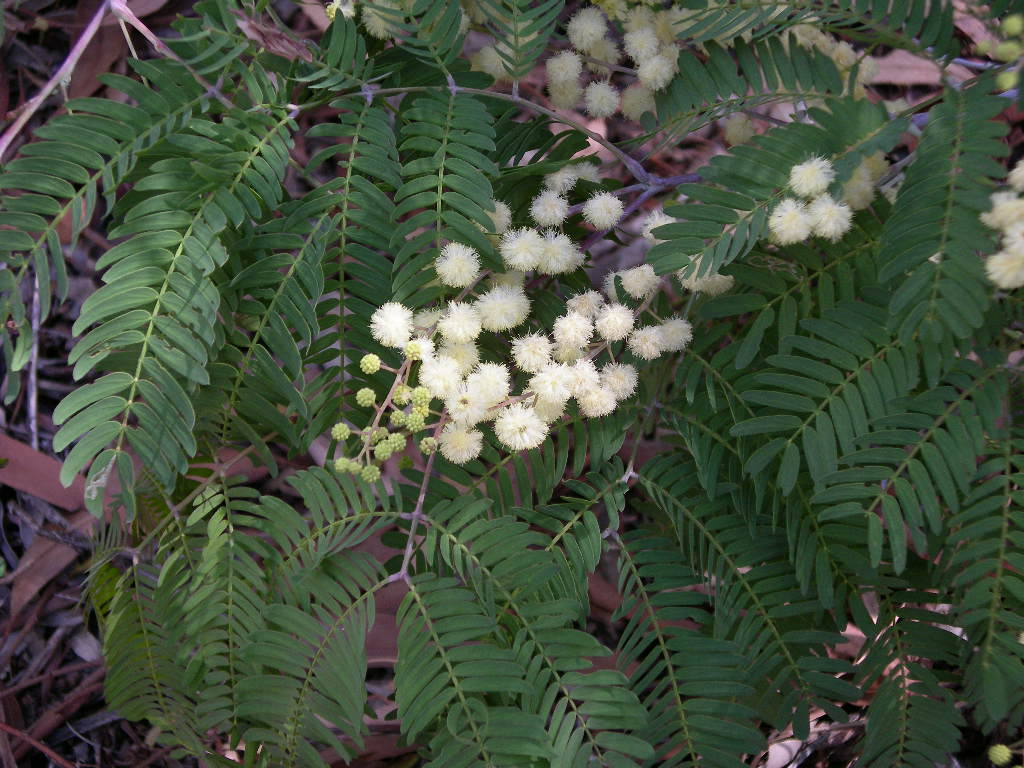
Acacia schinoides

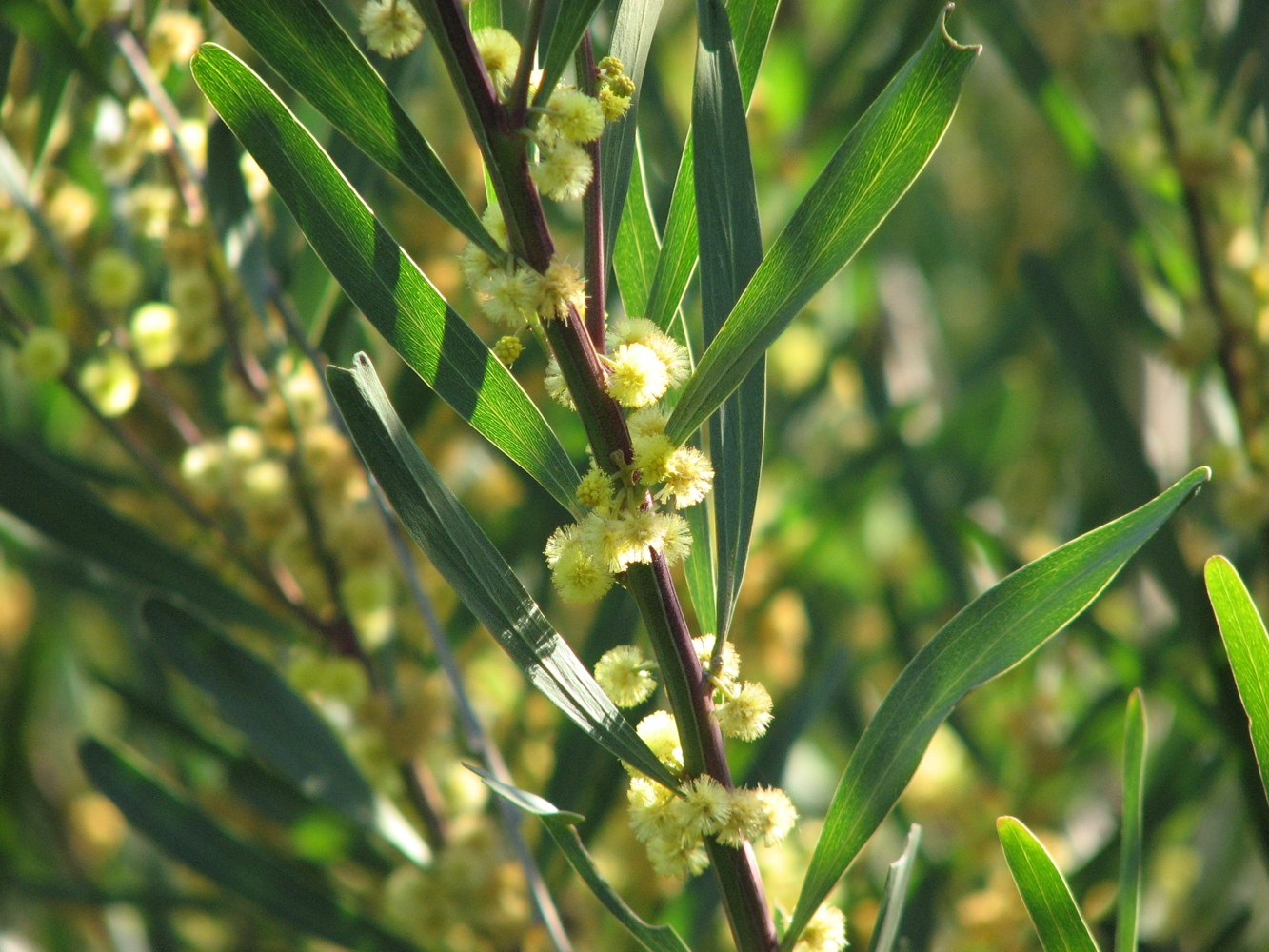
Acacia stricta

- Acacia saligna (Labill.) H.L.Wendl.
- Acacia saxatilis S.Moore
- Acacia saxicola Pedley
- Acacia scabra Benth.
- Acacia scalena Maslin
- Acacia scalpelliformis Meisn.
- Acacia schinoides Benth.
- Acacia sciophanes Maslin
- Acacia scirpifolia Meisn.
- Acacia scleroclada Maslin
- Acacia sclerophylla Lindl.
- Acacia sclerosperma F.Muell.
- Acacia scopulorum Pedley
- Acacia seclusa M.W.McDonald
- Acacia sedifolia Maiden & Blakely
- Acacia × semiaurea Maiden & Blakely
- Acacia × semibinervia Maiden & Blakely
- Acacia semicircinalis Maiden & Blakely
- Acacia semilunata Maiden & Blakely
- Acacia semirigida Maiden & Blakely
- Acacia semitrullata Maslin
- Acacia sericata A.Cunn. ex Benth.
- Acacia sericocarpa W.Fitzg.
- Acacia sericoflora Pedley
- Acacia sericophylla F.Muell.
- Acacia serpentinicola (Maslin) Pedley
- Acacia sertiformis A.Cunn.
- Acacia sessilis Benth.
- Acacia sessilispica Maiden & Blakely
- Acacia setulifera Benth.
- Acacia shapelleae Maslin
- Acacia shirleyi Maiden
- Acacia shuttleworthii Meisn.
- Acacia sibilans Maslin
- Acacia sibina Maslin
- Acacia sibirica S.Moore
- Acacia siculiformis A.Cunn. ex Benth.
- Acacia signata F.Muell.
- Acacia silvestris Tindale
- Acacia simmonsiana O'Leary & Maslin
- Acacia simplex (Sparrm.) Pedley
- Acacia simsii A.Cunn. ex Benth.
- Acacia simulans Maslin
- Acacia singula R.S.Cowan & Maslin
- Acacia smeringa A.S.George
- Acacia solenota Pedley
- Acacia sophorae (Labill.) R.Br.
- Acacia sorophylla E.Pritz.
- Acacia spania Pedley
- Acacia sparsiflora Maiden
- Acacia spathulifolia Maslin
- Acacia speckii R.S.Cowan & Maslin
- Acacia spectabilis A.Cunn. ex Benth.
- Acacia spectrum Lewington & Maslin
- Acacia sphacelata Benth.
- Acacia sphaerostachya E.Pritz.
- Acacia sphenophylla Maslin
- Acacia spilleriana J.E.Br.
- Acacia spinescens Benth.
- Acacia spinosissima Benth.
- Acacia spirorbis Labill.
- Acacia splendens Maslin & C.P.Elliott
- Acacia spondylophylla F.Muell.
- Acacia spongolitica R.S.Cowan & Maslin
- Acacia spooneri O'Leary
- Acacia sporadica N.G.Walsh
- Acacia squamata Lindl.
- Acacia stanleyi Maslin
- Acacia startii A.R.Chapm. & Maslin
- Acacia steedmanii Maiden & Blakely
- Acacia stellaticeps Kodela, Tindale & D.A.Keith
- Acacia stenophylla A.Cunn. ex Benth.
- Acacia stenoptera Benth.
- Acacia stereophylla Meisn.
- Acacia stictophylla Court ex Maslin & D.J.Murphy
- Acacia stigmatophylla A.Cunn. ex Benth.
- Acacia stipuligera F.Muell.
- Acacia stipulosa F.Muell.
- Acacia storyi Tindale
- Acacia striatifolia Pedley
- Acacia stricta (Andrews) Willd.
- Acacia strongylophylla F.Muell.
- Acacia suaveolens (Sm.) Willd.
- Acacia subcaerulea Lindl.
- Acacia subcontorta Maslin
- Acacia subflexuosa Maiden
- Acacia sublanata Benth.
- Acacia subporosa F.Muell.
- Acacia subracemosa Maslin
- Acacia subrigida Maslin
- Acacia subsessilis A.R.Chapm. & Maslin
- Acacia subternata F.Muell.
- Acacia subtessarogona Tindale & Maslin
- Acacia subtiliformis Maslin
- Acacia subtilinervis F.Muell.
- Acacia subulata Bonpl.
- Acacia sulcata R.Br.
- Acacia sulcaticaulis Maslin & Buscumb
- Acacia symonii Whibley
- Acacia synantha Maslin, M.D.Barrett & R.L.Barrett
- Acacia synchronicia Maslin
- Acacia synoria Maslin

## T
- Acacia tabula Molyneux & Forrester
- Acacia tamminensis E.Pritz.
- Acacia tarculensis J.M.Black
- Acacia tayloriana F.Muell.

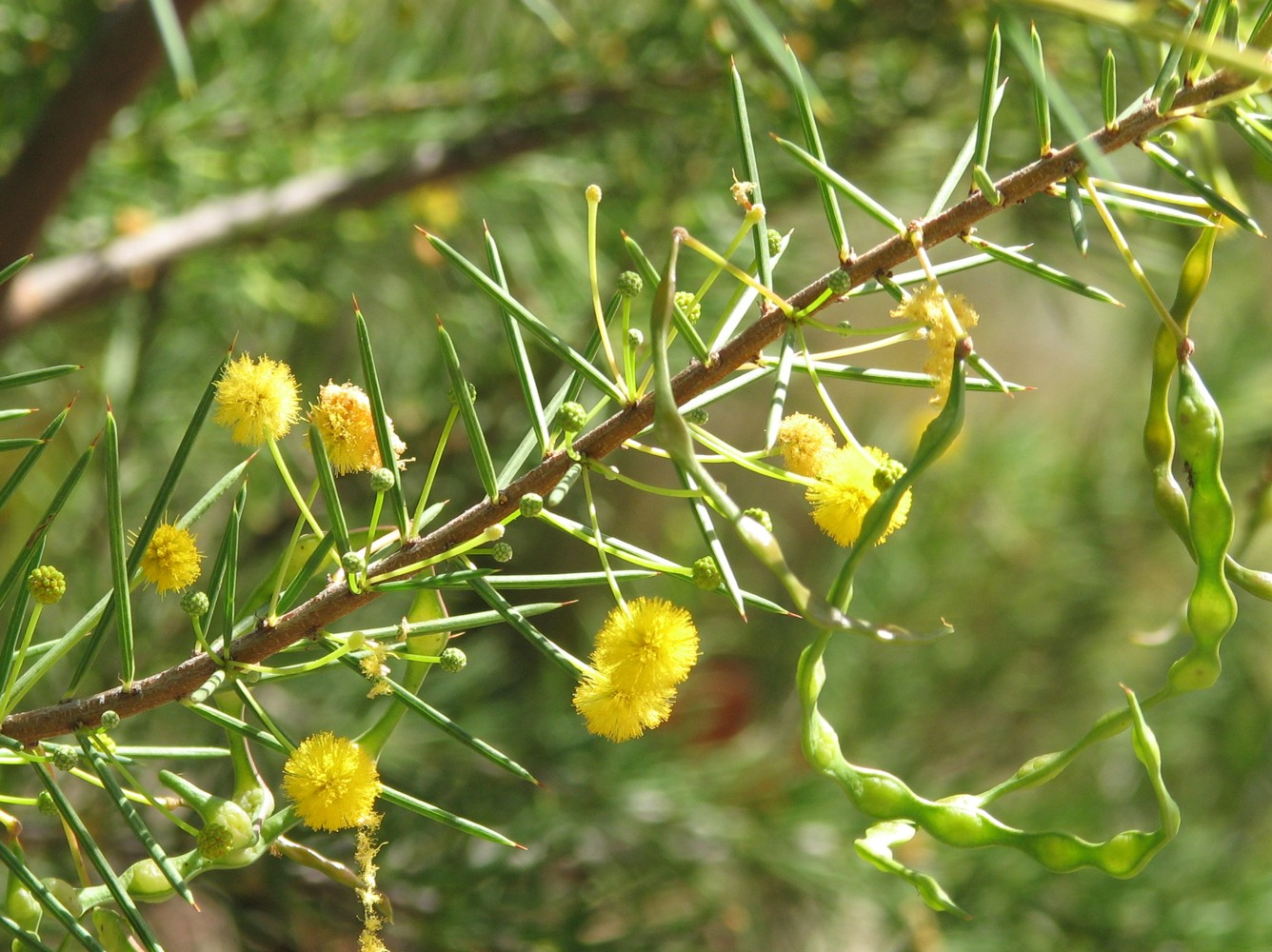
Acacia tetragonophylla

- Acacia telmica A.R.Chapm. & Maslin
- Acacia tenuinervis Pedley
- Acacia tenuior Maiden
- Acacia tenuispica Maslin
- Acacia tenuissima F.Muell.
- Acacia tephrina Pedley
- Acacia teretifolia Benth.
- Acacia terminalis (Salisb.) J.F.Macbr.
- Acacia tessellata Tindale & Kodela
- Acacia tetanophylla Maslin
- Acacia tetragonocarpa Meisn.
- Acacia tetragonophylla F.Muell.
- Acacia tetraneura Maslin & A.R.Chapm.
- Acacia tetraptera Maslin
- Acacia thieleana Maslin
- Acacia thoma Maslin
- Acacia thomsonii Maslin & M.W.McDonald
- Acacia tindaleae Pedley
- Acacia tingoorensis Pedley
- Acacia tolmerensis G.J.Leach
- Acacia toondulya O'Leary
- Acacia torringtonensis Tindale
- Acacia torticarpa C.A.Gardner ex R.S.Cowan & Maslin
- Acacia torulosa Benth.
- Acacia trachycarpa E.Pritz.
- Acacia trachyphloia Tindale
- Acacia translucens A.Cunn. ex Hook.
- Acacia trapezoidea (DC.) G.Don
- Acacia tratmaniana W.Fitzg.
- Acacia trigonophylla Meisn.
- Acacia trinalis R.S.Cowan & Maslin
- Acacia trinervata Sieber ex DC.
- Acacia trineura F.Muell.
- Acacia triptera Benth.
- Acacia triptycha F.Muell. ex Benth.
- Acacia triquetra Benth.
- Acacia × tristis Graham
- Acacia tropica (Maiden & Blakely) Tindale
- Acacia truculenta Maslin
- Acacia trudgeniana Maslin
- Acacia trulliformis R.S.Cowan & Maslin
- Acacia truncata (Burm.f.) Hoffmanns.
- Acacia tuberculata Maslin
- Acacia tumida F.Muell. ex Benth.
- Acacia tysonii Luehm.

## U
- Acacia ulicifolia (Salisb.) Court
- Acacia ulicina Meisn.
- Acacia uliginosa Maslin

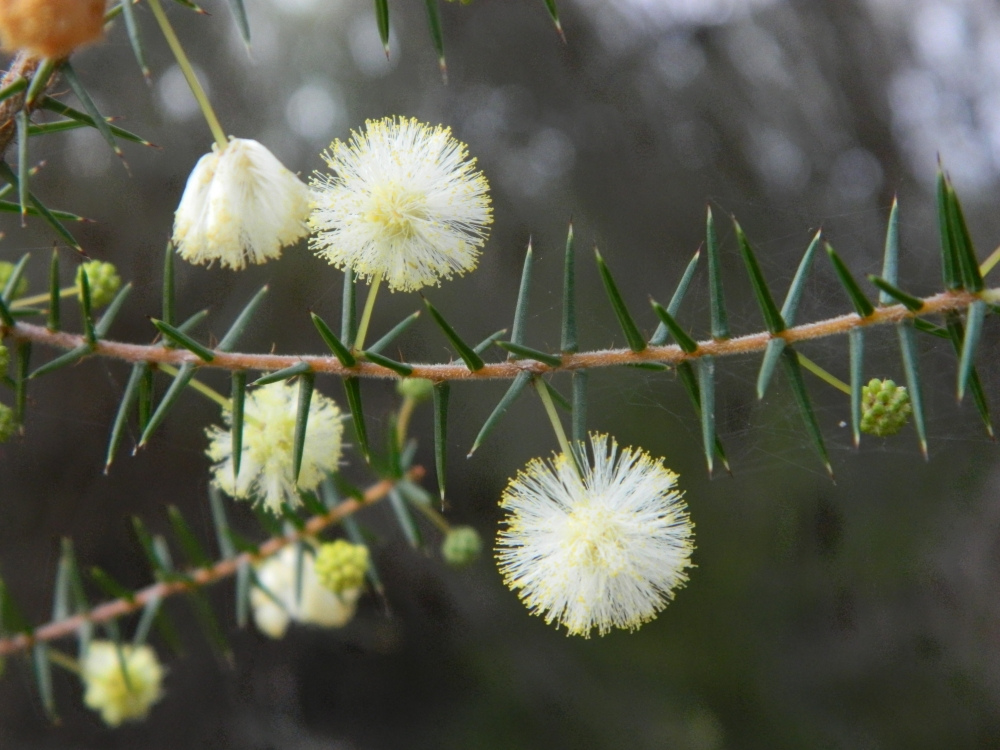
Acacia ulicifolia

- Acacia umbellata A.Cunn. ex Benth.
- Acacia umbraculiformis Maslin & Buscumb
- Acacia uncifera Benth.
- Acacia uncifolia (J.M.Black) O'Leary
- Acacia uncinata Lindl.
- Acacia uncinella Benth.
- Acacia undoolyana G.J.Leach
- Acacia undosa R.S.Cowan & Maslin
- Acacia undulifolia A.Cunn. ex G.Don
- Acacia unguicula R.S.Cowan & Maslin

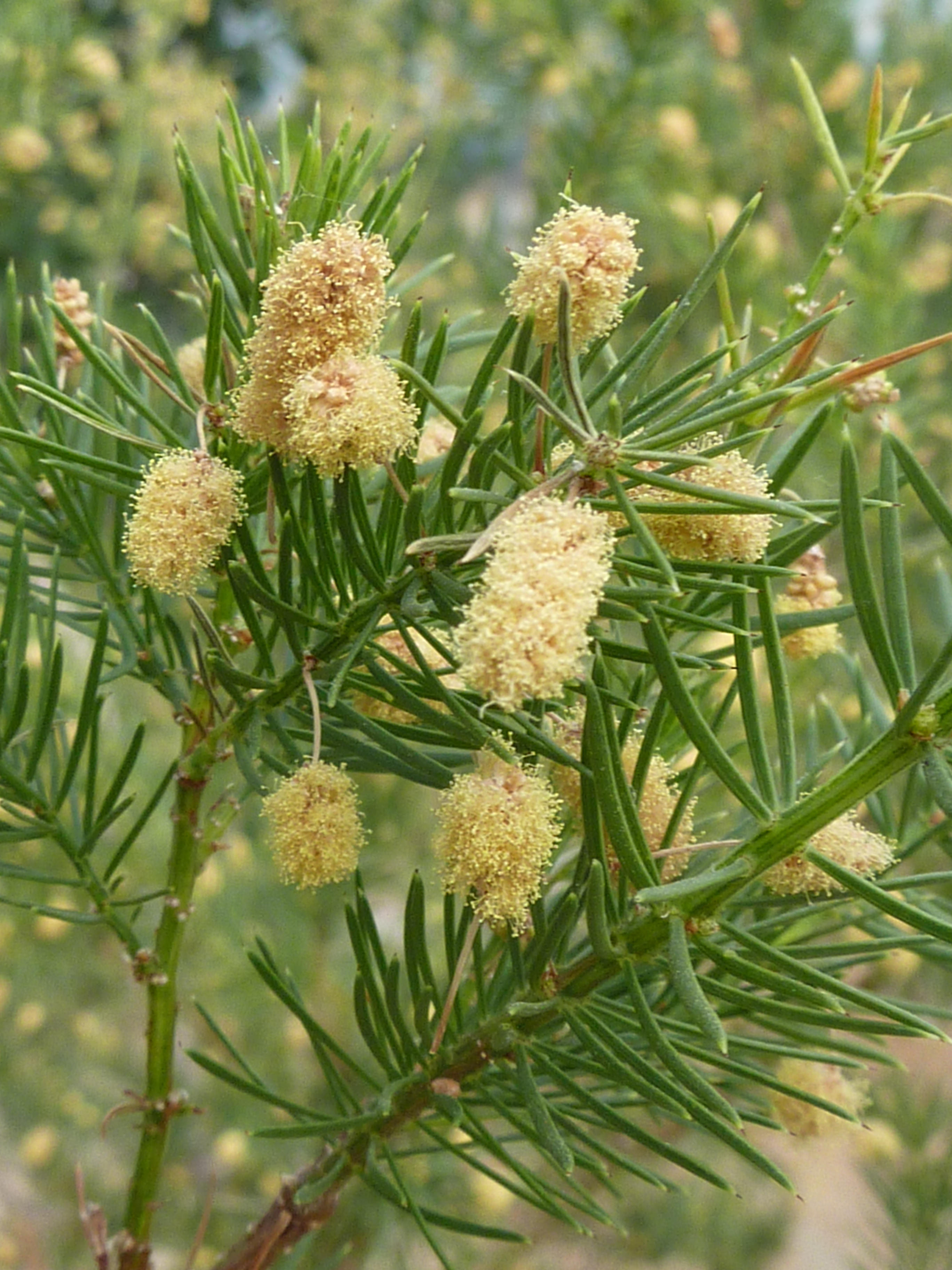
Acacia verticillata

- Acacia unifissilis Court
- Acacia ureniae N.G.Walsh
- Acacia urophylla Benth.

## V
- Acacia validinervia Maiden & Blakely
- Acacia varia Maslin
- Acacia vassalii Maslin
- Acacia venulosa Benth.
- Acacia verniciflua A.Cunn.
- Acacia veronica Maslin
- Acacia verricula R.S.Cowan & Maslin
- Acacia verticillata (L'Hér.) Willd.
- Acacia vestita Ker Gawl.
- Acacia victoriae Benth.
- Acacia viscidula Benth.
- Acacia viscifolia Maiden & Blakely
- Acacia vittata R.S.Cowan & Maslin
- Acacia volubilis F.Muell.

## W
- Acacia walkeri Maslin
- Acacia wanyu Tindale
- Acacia wardellii Tindale
- Acacia warramaba Maslin

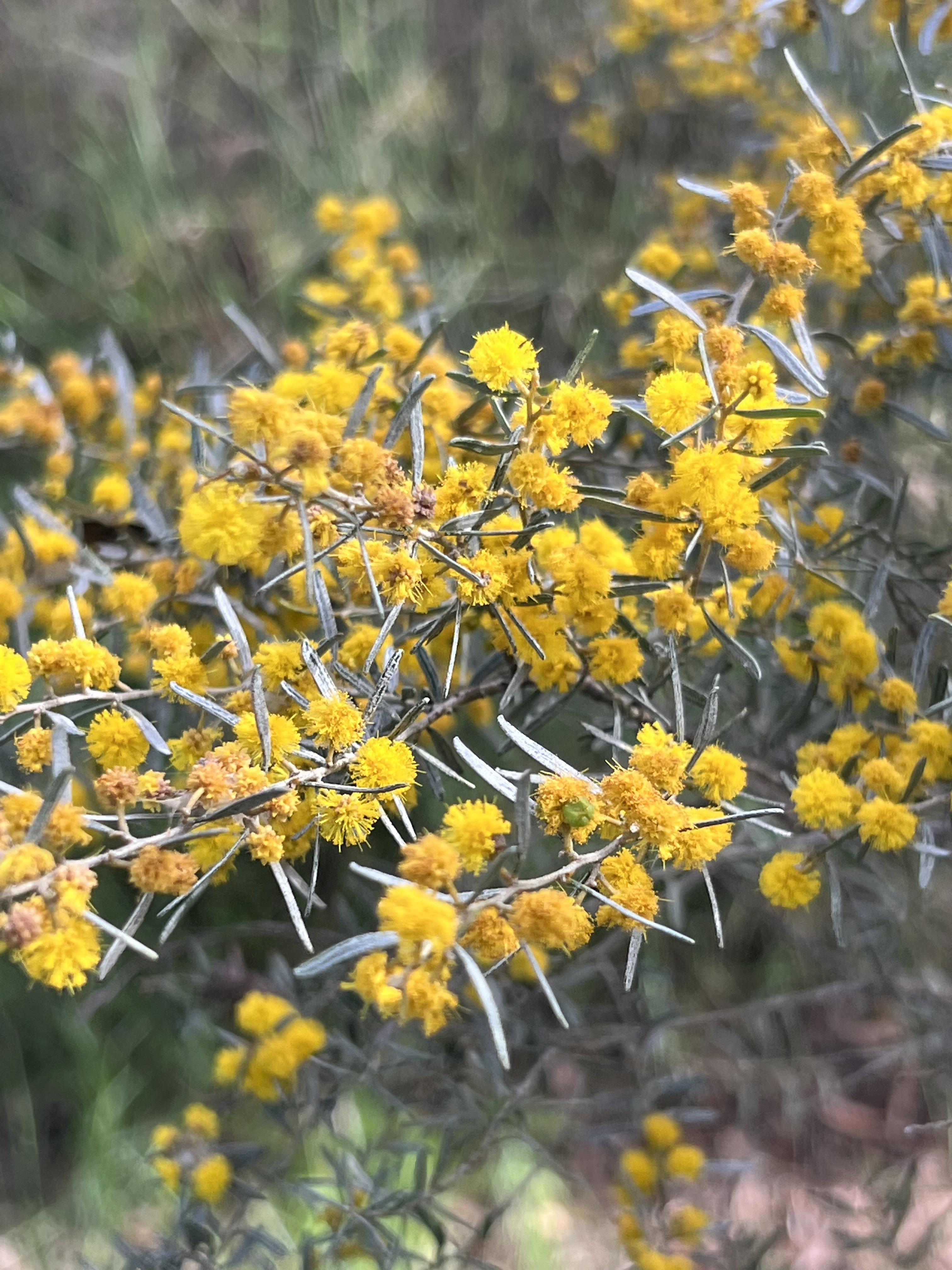
Acacia wilhelmiana

- Acacia wattsiana F.Muell. ex Benth.
- Acacia webbii Pedley
- Acacia websteri Maiden & Blakely
- Acacia wetarensis Pedley
- Acacia whibleyana R.S.Cowan & Maslin
- Acacia whitei Maiden
- Acacia wickhamii Benth.
- Acacia wilcoxii Maslin
- Acacia wilhelmiana F.Muell.
- Acacia willdenowiana H.L.Wendl.
- Acacia williamsiana J.T.Hunter
- Acacia williamsonii Court
- Acacia willingii Lewington & Maslin
- Acacia wilsonii R.S.Cowan & Maslin
- Acacia wiseana C.A.Gardner
- Acacia wollarensis S.A.J.Bell & Driscoll
- Acacia woodmaniorum Maslin & Buscumb

## X
- Acacia xanthina Benth.
- Acacia xanthocarpa R.S.Cowan & Maslin
- Acacia xerophila W.Fitzg.
- Acacia xiphophylla E.Pritz.

## Y
- Acacia yalwalensis Kodela
- Acacia yirrkallensis Specht
- Acacia yorkrakinensis C.A.Gardner

## Z
- Acacia zatrichota A.S.George